# 동일본 여객철도 209계 전동차
동일본 여객철도 209계 전동차(일본어: JR東日本209系電車)는 동일본 여객철도의 직류 통근형 전동차이다.

## 개요
일본국유철도(국철)에서 대량으로 인계되었으며, 노후화가 진행된 103계를 교체하고 일부는 수송력을 증강하기 위해 1993년 4월부터 게이힌 도호쿠선·네기시선, 난부선에 본격 투입되었다. 지금까지의 철도 차량 제조 및 정비의 방법을 전면적으로 고친 새로운 설계 사상(밸류 엔지니어링의 기법)을 채용했으며, JR 동일본에서는 본 계열 이후의 차량을 '신계열 차량'으로 구분하고 있다.
차량 디자인은 에쿠안 켄지가 인솔하는 GK공업디자인이 맡았다. 1993년도 통상산업성(현 경제산업성)이 선정한 굿 디자인 상품(당시) 금상과 브루넬상 장려상을 수상했다.
JR 동일본에서는 1986년에 조반 완행선용으로 VVVF 인버터 제어를 채용하여 제조한 207계 900번대를 승계했지만, 결국 양산에는 이르지 않고 본 계열에서 본격적으로 VVVF 인버터 제어를 도입했다. 이 인버터 장치는 미쓰비시전기에서 제조한 것이며 소자로는 GTO 사이리스터가 채용되고 있다.
새로이 개발된 주전동기 MT68형의 정격 출력은 95kW로 낮지만, VVVF 인버터 장치와 함께 이용하는 교류 유도 전동기는 직류 전동기와 달리 기동시 등에는 1시간 정격 출력 이상의 과부하 사용을 전제로 하고 있어 실제로는 직류전동기 150kW와 맞먹는 상당한 출력을 가지고 있다. 그 결과 10량 편성으로 4M6T(지하철 직통용은 종래대로 6M4T)의 동력차 비율(MT비)이면서 205계 게이요선 사양과 동등한 기동 가속도 2.5km/h/s, 최고속도 110km/h를 달성하고 있다(기어비는 7.07). 또한 정류자가 없는 교류 유도 전동기를 채용하여 유지 보수 비용의 삭감에도 공헌하고 있다. 주전동기 점검 덮개의 필요도 없다.

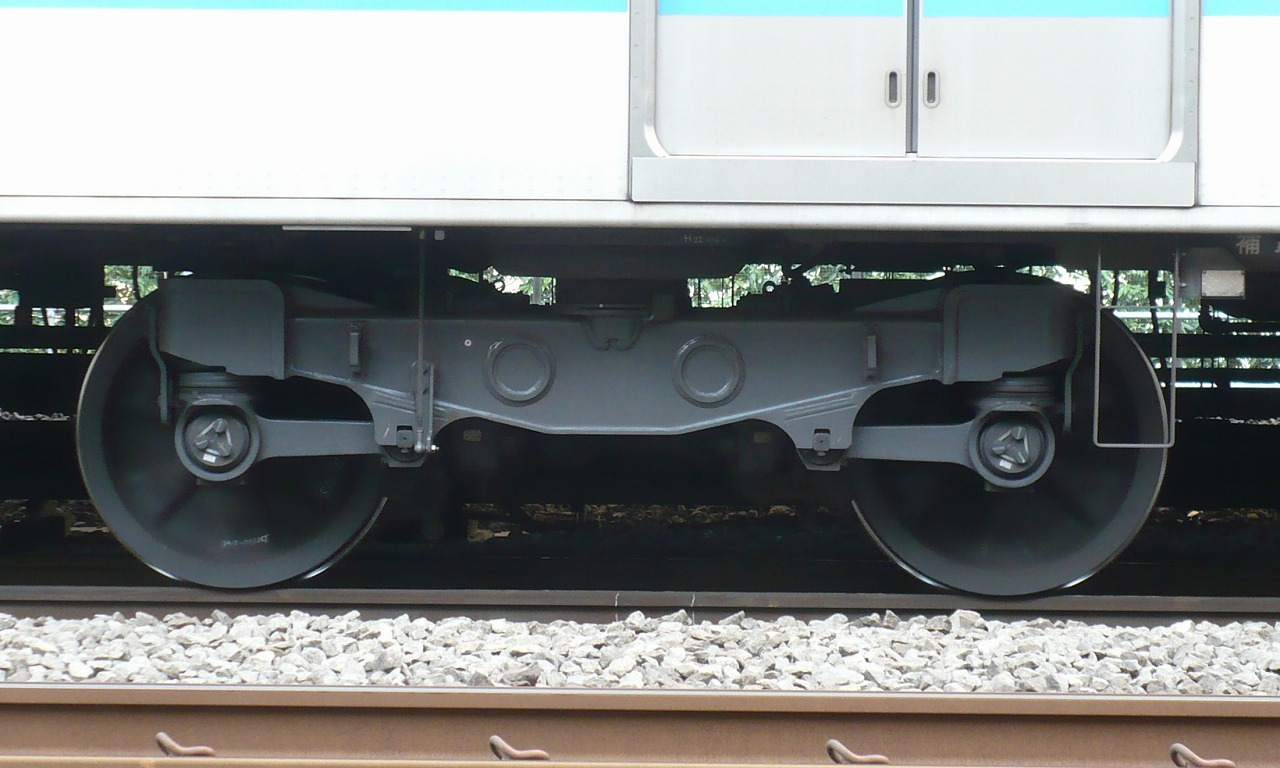
동력차의 DT61형과 동형인 동력대차
(도쿄 임해 고속 70-000형 KW151형)

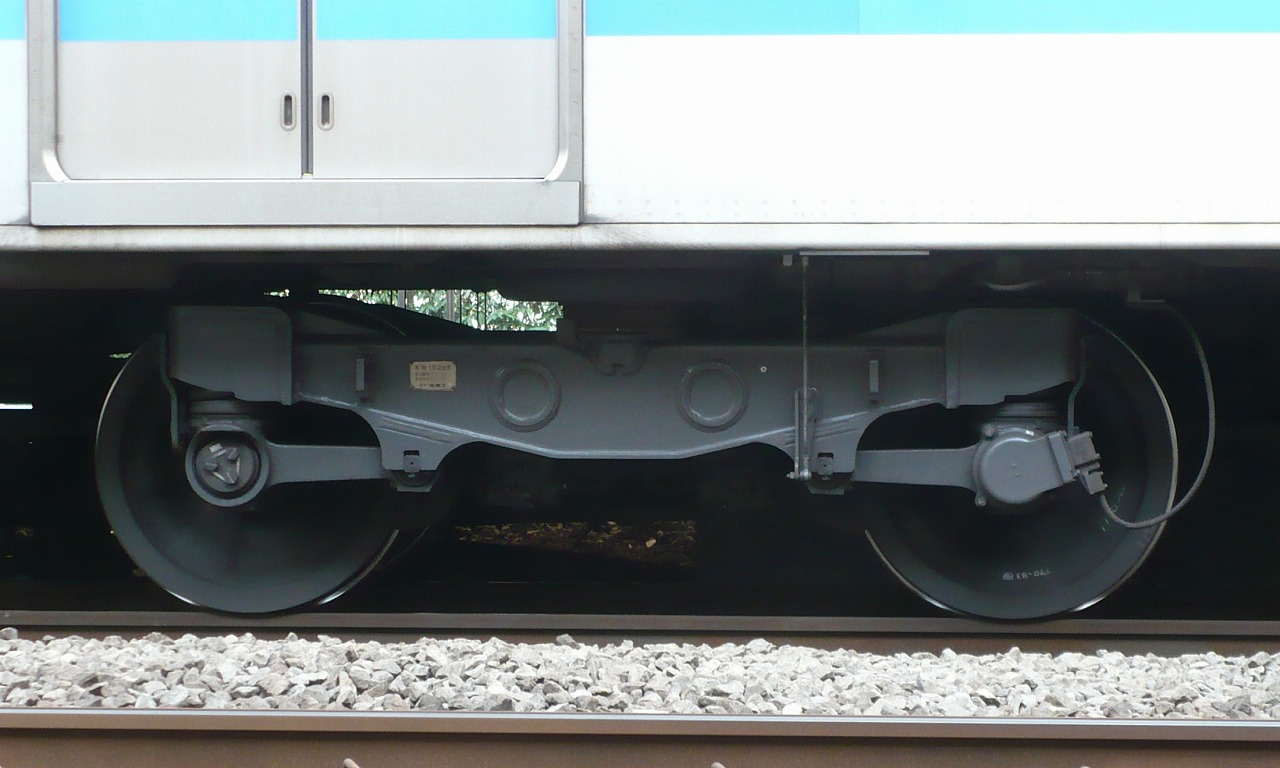
부수차의 TR246형과 동형인 부수대차
(도쿄 임해 고속 70-000형)

대차에 대해서는 구성부품 수가 적은 축량식 볼스터리스 대차(DT61형, TR246형)가 새롭게 개발되었다. 공기 용수철 지지 위치를 대차 프레임 바로 위에 두어 기존의 안쪽에 두는 것에 비해 대차 구성이 간략화되었다.
내장도 새로 교체되었으며 대형 열선 흡수 유리를 채용하고 커튼을 없애고, 스탠션 봉이 설치된 버킷식의 좌석과 승객용 출입문 상부에 LED식 차내 안내 표시기를 설치하는 등 점검을 간소화하는 동시에 이용자에게는 서비스 향상을 도모하고 있다.
제조 원가를 삭감하기 위해 차량 제조 회사별로 차체 공법의 차이를 용인했던 것도 특징이다. 종래의 국철이나 지하철 및 관동지방 대기업 사철의 차량은 복수의 제조사가 공통의 도면을 이용해 제조하여 사양이 차이가 나지 않도록 하고 있었지만, 본 계열에서는 공모를 통해 선정하였으며 도큐 차량제조와 가와사키 중공업의 두 회사가 제조를 담당했다. 도큐 차량제조가 기존의 프레임 공법을 개량하여 대응한 것에 반해 가와사키 중공업은 새롭게 개발한 시트를 붙여서 맞대는 공법(2시트 공법)을 채용하고 있어 외관(창틀 구석의 둥글림, 처면 비드의 유무 등)에 분명한 차이를 볼 수 있다. 또한 내장에 대해서도 도큐 차량제조가 종래의 화장판을 기본으로 하여 조립한 것에 반해 가와사키 중공업이 제조한 차량에서는 FRP(섬유강화 플라스틱)로 만든 내장 패널을 나사에 의해 고정하는 방식을 채용하는 등 여기저기 사양의 차이가 존재한다. 또한 JR 동일본에서도 당초부터 자사에서의 차량 제조를 계획하여 도큐 차량제조에서 기술을 공여받아 자사의 오후나 공장(오후나 전차구와 통합되어 가마쿠라 종합 차량소가 되었다. 그 후 2006년 공장 기능은 폐지함)에서 시험적으로 중간차 14량(920번대의 2량을 포함)을 제조했으며 다음 1994년부터는 니쓰 차량 제작소를 개설하여 본 계열의 자사 생산을 개시했다. 전신인 니쓰 공장→니쓰 차량소 시대도 포함하여 같은 곳에서 차량을 제조한 것은 107계에 이어 2번째다.
설계 단계부터 폐차 이후의 재활용 계획이 책정되는 등 환경 문제도 배려하여 설계했다.
파생 번대 구분으로 차체의 폭을 확대하여 수송력을 증가시킨 주오·소부 완행선용으로 새로 제조된 500번대, 지하철 직통(조반 완행선⇔지요다선)용의 1000번대, 하치코선·가와고에선용의 3000번대가 있다. 또한 도쿄 임해 고속 철도의 70-000형의 기본 설계는 209계와 동일하지만, 이쪽도 2004년의 조성 변경으로 6량이 JR 동일본에 매각되어 개조된 상위 계열의 3100번대가 되어 하치코선·가와고에선에 투입되고 있다(후에 서술한다). 이것에 수반하여 가와사키 중공업이 부족한 중간 전동차 2량을 새로 만들었다.
게이힌 도호쿠선·네기시선용의 본 계열은 2007년 12월 22일부터 E233계 1000번대가 본 계열 배치 수와 같은 수량의 830량이 투입됨에 따라 폐차·전용이 진행되어 2010년 1월 24일에 운용을 종료했다. 최종 운용 편성은 우라 52편성으로 5호차에는 원래 우라 1편성의 6호차인 사하 209-2가 편입되어 있었다.
2010년 2월 기준으로 0번대가 난부선, 500번대가 주오·소부 완행선과 게이요선, 1000번대가 조반 완행선과 노선 연장의 도쿄 지하철(도쿄 메트로) 지요다선, 2000·2100번대가 소부 본선, 나리타선, 우치보선, 소토보선, 2200번대가 난부선, 3000·3100번대가 하치코선·가와고에선에서 운용되고 있다.
본 계열은 그 후의 E127계, E217계, E501계, 701계 설계의 기초가 되어 더 나아가 통근형 전동차와 근교형 전동차를 융합시킨 '일반형 전동차'인 E231계나 E233계, E331계, E531계로 발전하고 있다. 본 계열을 기원으로 하는 '신계열 전동차'는 JR 동일본에서 전동차 설계의 표준이 되었을 뿐만 아니라 다른 JR이나 사철 등 철도 사업자의 차량 개발에도 큰 영향을 주었다.

## 개발 배경
1987년 국철 분할 민영화 이후 JR 동일본에서는 통근형 전동차로 국철 시대에 설계된 205계를 계속해서 제조하고 있었다. 그러나 국철 시대 대량으로 배치된 103계의 노후화로 인한 교체 시기가 가까워지고 있었던데다 경제 사정의 변화나 민영화에 수반한 원가 절감의 필요성으로 인해 새로운 설계 사상에 근거한 신세대 차량의 개발을 실시했다. 그 결과 1992년 신세대 차량의 시작차로 '901계' 10량 3편성(30량, A, B, C편성)이 등장하여 게이힌 도호쿠선·네기시선에서 시운전이 실시됐다.
신계열 차량의 개발과 더불어 '중량 반·가격 반·수명 반'을 달성 목표로 하여 내걸 수 있었다. '중량 반'이란 편성 단위에서 총중량을 삭감하고 동력차 비율의 인하하여 에너지 절약 및 보수성 향상을 통해 실행 비용을 삭감하는 것을, '가격 반'이란 일부 제조 회사의 자유도를 인정하여 대량생산을 통한 조달 비용의 삭감을 의미하고 있다. 그리고 '수명 반'이란 새로 만든 때부터 20~30년 경과했을 때의 차량의 진부화나 기술 진보의 혜택을 받을 수 없게 되는 것 등을 피하기 위해 세법상의 철도 차량 감가상각 기간의 13년 간 대규모 분해 보수를 실시하지 않고 사용하여 그 단계에서 폐차했을 경우에도 경영상의 영향을 받지 않도록 하려는 목적이었다.
신계열 차량 개발에서 주된 시책은 다음과 같다.
- 차량 본체 제조 공법의 재검토와 신기술의 운용
  - 차량이나 기재의 제조사 선정에 공모 방식 도입
  - 새로운 차체 구조의 개발
  - 대차의 설치 간격을 중앙 가까이로 좁혀서 양단의 출입문 아래에 걸리지 않게 하고, 차체의 보강을 줄여 경량화(910번대 및 사하 209-923·924를 제외한다)
  - 유리창을 외국제의 대형 1매 고정창(위아래 960mm)으로 하고 부품 수량을 감소시켜 경량화
  - 승객용 출입문 간의 치수를 4,800mm에서 4,940mm로 확대하여 편성 전체를 보았을 때 거의 균등하게 배치한다(910번대 및 사하 209-923·924는 4,910mm)
- 내장의 재검토와 신기술의 채용
  - 내장의 모듈화
  - 중앙 천장 부분에 형광등 소켓, 냉방 덕트·환기구를 일체로 성형한 FRP 유닛을 채용
    - 이것은 미리 등기구나 라인데리아, 스피커 등 배선을 포함하여 인접 유닛과는 커넥트로 선을 연결하면서 구체에 장착하는 것만으로 천장 의장이 완료되는 합리적인 공법이다.

  - 짙은 색의 열선 흡수 유리 채용에 따른 차양 커튼의 생략
  - 1인분씩 독립된 버킷식 시트(이것도 일본제가 아닌 수입품)의 채용. 좌석면 쿠션은 종래의 용수철식에서 우레탄 수지로 변경하여 탄탄한 안정감이 든다. 또한 구분을 겸해 시트 중간에 손잡이 봉(스탠션 폴)이 설치됐다. 좌석의 구조도 벽으로만 지탱하는 편소유식이 되면서 좌석아래는 텅 빈 공간으로 발판이 없다.
  - 좌석 1인당 공간을 종래형 차량보다 20mm 넓은 450mm 폭으로 또한 착석면 높이가 종래형 차량과 동일한 430mm지만, 쿠션의 두께가 커지면서 실질적으로는 높아지고 있다.
  - 차내 조명용 형광등의 배치를 종래의 레일 방향 외에 침목 방향으로 배치하는 것도 채용
  - 액정 디스플레이를 이용한 차내 안내 표시장치의 채용
- 전기 기기의 재검토와 신기술의 채용
  - VVVF 인버터 제어장치와 교류 유도 전동기를 채용함에 따라 점검이 간소화되어 MT비를 낮춰도 가속도를 유지하고 있다.
  - 공기압축기(CP)에 독일 쿠노르사제 스크루식도 채용하고, 국산품 레시프로(reciprocating, 리시프로케이팅)식과 비교 검토
  - 운전석의 마스터 콘트롤러로 왼손 조작의 원핸들식도 테스트하고, 종래의 2핸들식과 비교 검토
  - 팬터그래프 소형화(PS28형)
  - 기초 제동에 구성부품 수가 적은 유닛 제동을 채용
  - 차량간의 안내선을 제어 전송 장치의 시리얼 전송 기능으로 이전하여 전선수를 큰 폭으로 삭감

민영화 이후 JR 각사에서는 비용 절감 대책으로 차량 부품이나 궤도 설비 용품에 일본 외 수입 제조사 제품을 채용하는 것을 모색하고 있었다. 그 때문에 일본외 수입제 기기나 내장이 많이 채용되고 있으며 일부는 대량생산차에도 반영되고 있다.
후에 서술하는 내용이지만 901계에서는 VVVF 인버터 장치나 내·외장 등에서 편성마다 다른 사양의 것이 채용되었으며 최종 양산화를 위한 최종적인 기술을 선택·조정했다. 그 결과 VVVF 인버터 장치에 대해서는 C편성에서 사용된 미쓰비시제 GTO 소자, CP에는 A편성에 사용된 스크루식 장치, 제어장치는 B편성에서 사용된 원핸들식이 각각 채용되어 1993년 209계로 생산이 개시됐다. 그리고 대량생산차에서는 JR 동일본의 통근형 전동차로서는 처음으로 LED식 차내 안내 표시기와 도어 개폐 차임이 승객용 출입문 상부에 설치되었다.

## 번대 구분
시작차(900·910·920번대), 대량생산차(0번대 이후), 950번대(후에 E231계 900번대로 개번), 갱신 개조차를 등장순서대로 기술한다.

### 시작차

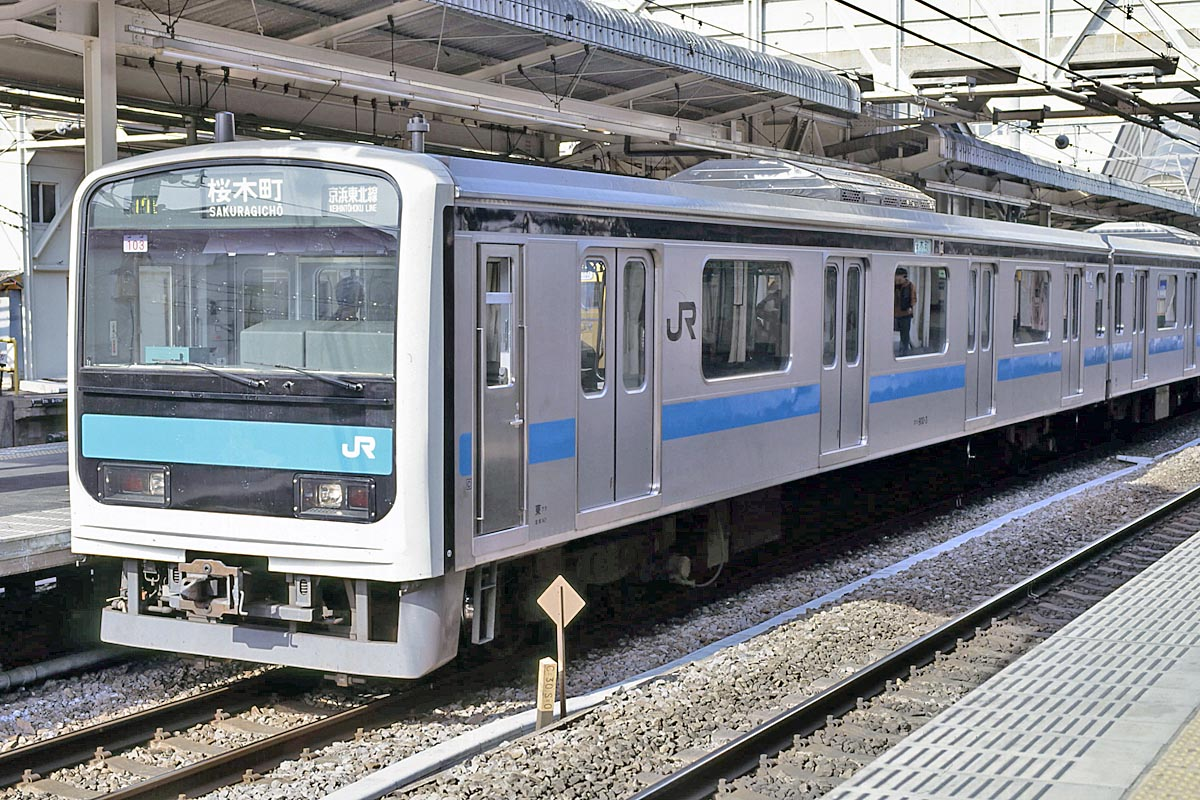
901계 C편성(209계 920번대로 바뀜)의 모습

1992년 3월에 등장하였으며 우라와 전차구에 10량 3편성(30량)이 배치되었다. 당초에는 901계로 불렸지만, 1994년 1월부터 3월에 걸쳐 양산화 개조를 실시한 다음 본 계열의 900·910·920번대로 부여하였다. 901계로서의 완성 초기에는 상부 측면 띠의 색이 ■ 검은색으로 되어 있었지만, 양산화에 수반하여 하부 측면 띠와 같은 ■ 스카이블루로 변경되었다.
0번대의 사양과 맞추는 양산화 개조를 실시했지만 주요 기기는 그대로였다. 이 특수 사양이 보수상의 약점이 되었으나 차체의 노후화가 0번대와 비교하면 현저히 낮아지면서 E233계의 도입을 기다리지 않고 500번대를 주오·소부 완행선에서 전입시켜 부족분을 E231계의 추가 도입으로 보충했다.
대량생산차와의 차이점은 도어 개폐 차임이 없는 것, 출입문 상부의 LED 다음역명 표시기를 탑재하고 있지 않은 것, 휠체어 공간이 없는 것, 차체의 호차번호 표시가 스티커가 아닌 아크릴판을 사용하고 있는 것, 스커트가 소형인 것, 6도어차가 연결되어 있지 않은 것 등이다. 또한 당초 승무원실 칸막이 부분에는 창이 3장 배치되어 차광막을 리니어 모터 구동의 측면에서 당기는 식의 플리츠 커튼이 설치되었지만, 양산화 개조시에 운전대 뒷부분은 비상 구출구로, 가운데의 창은 일반 롤식 차광막으로 각각 수정되었다.
1992년 5월 7일부터 영업 운행을 개시했다. 영업 개시 당일에는 A편성과 C편성이 사용되었으며 선두차의 전면에는 헤드 마크가 장착된 것 외에 A편성은 오미야 역에서, C편성은 사쿠라기초역에서 '경축 21세기의 통근 전동차 데뷔'라고 칭하며 출발식 세레모니가 실시되었다.
2006년 시작차인 B편성(우라 91)을 시작으로 다음 해의 3월에는 C편성(우라 92)이, 같은 해의 8월에는 A편성(우라 90)이 히가시오미야에 소개 회송되었다. 그 후 3편성 모두 나가노 종합 차량센터에 폐차 회송되었다. 2010년부터 쿠하 209-901이 차량 번호 표기를 등장 시의 '쿠하 901-1'로 복원한 다음 도쿄 종합 차량센터의 정문 부근에서 보존되고 있다.
3편성 모두 시작차이기 때문에 각각의 사양은 크게 다르다. 901계 등장시 각 편성의 주된 사양은 다음과 같다.

#### 900번대

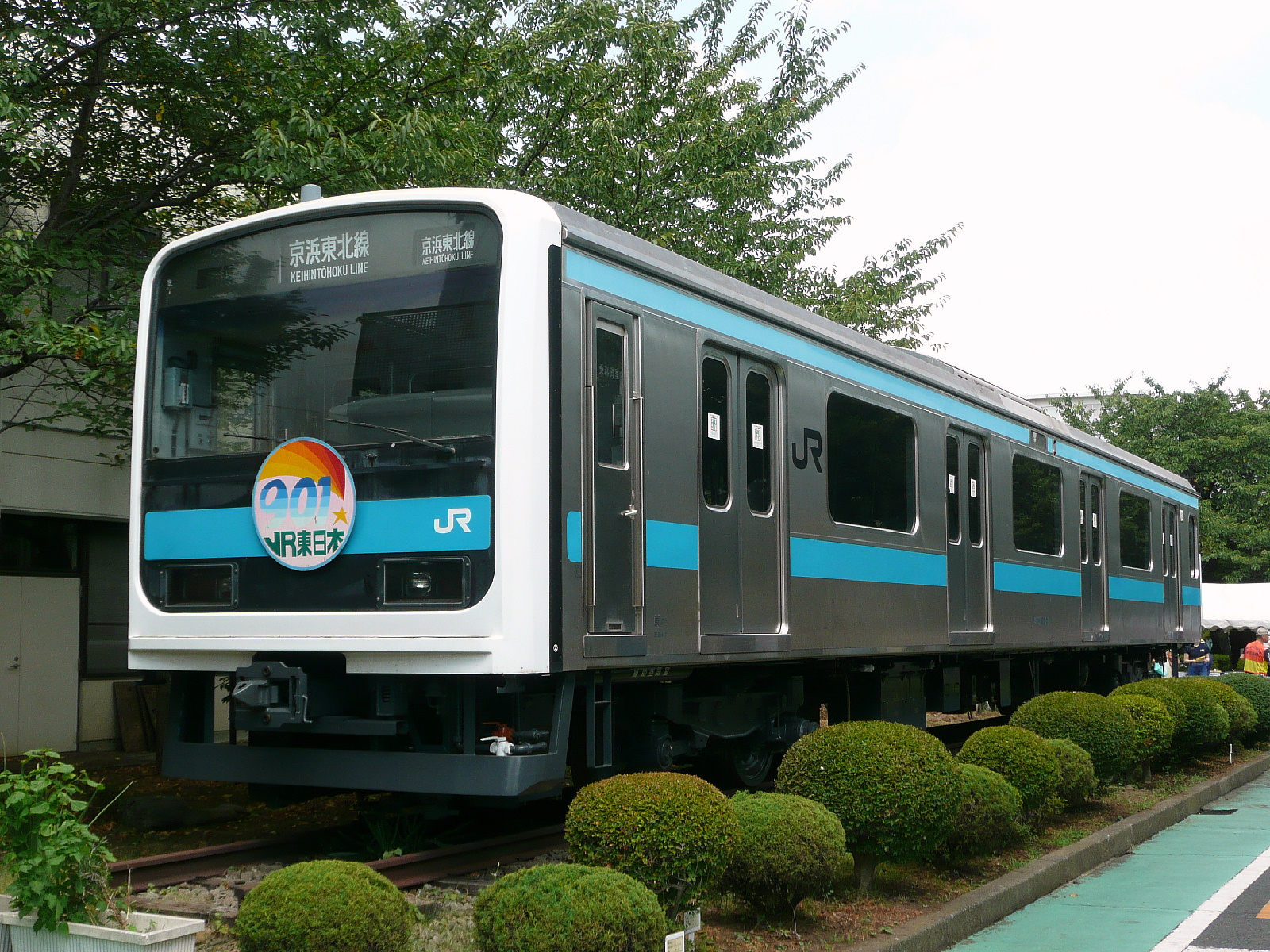
도쿄 종합 차량센터 정문 부근에 보존된
쿠하 209-901

- 원래 901계 A편성으로 제조 회사는 가와사키중공업.
- 제어장치는 후지전기제의 파워 트랜지스터 소자(1,200V-300A) 1C1M(인버터 1기가 1개의 모터를 제어)방식을 채용하였다. 비동기 모드만으로 제어하는 것도 특징이다. 소자의 내압이 낮았기 때문에 각 VVVF 장치를 직렬로 접속하고 있다. 각 VVVF 장치의 직류 입력에 밸런스 저항을 접속하여 각 주전동기의 부하 분담 변화에 대해 입력 전압의 균형을 확보하는 방식이었으나 제어가 불안정하여 대량생산차의 주회로 방식 후보에서 가장 첫 번째로 제외되었다. 양산화 개조 후에도 계속해서 사용되었지만, 게이힌 도호쿠선의 디지털 ATC화에 대응할 수 없었기 때문에 2001년에 대량생산차와 같은 장치로 교체되었다.
- 차체는 2시트 공법(가와사키 중공업의 독자적인 제조 방법)
- 측면창은 대형 1매 통유리
- 7명 좌석부 중앙의 하부 선반을 생략(양산화 개조에 즈음해 증설)
- 스크루식 공기압축기(대량생산차에 채용)
- 직통공기식 도어 엔진
- 2핸들식 마스터 컨트롤러(양산화 개조에 즈음해 원핸들화)
- 2007년도에는 본 계열에서 E233계 1000번대로 교체한 것에 수반한 예비차로 남아 있었지만, 같은 해 8월 28일 운용에서 이탈하여 우라와 전차구에서 도쿄 종합차량센터로 회송되었으며 더 나아가 같은 달 30일에는 해당 차량기지에서 오미야 종합차량센터 차량검사과 히가시오미야 센터(히가시오미야 정차장)로 소개 회송되었다. 덧붙여 피난 시에는 탈선 시험에 사용되는 9호차의 사하 209-901을 차출한 9량 편성으로 회송되었다. 또한 위에서 서술한 대로 쿠하 209-901은 도쿄 종합차량센터 정문 부근에 보존되었다.

#### 910번대
- 원래 901계 B편성으로, 제조 회사는 도큐차량제조.
- 제어장치는 도시바제 GTO 소자(4,500V-500A) 1C1M 방식(후에 255계에 채용)이다. 1C1M 방식이지만, VVVF 장치를 4개 병렬로 접속하는 개별 분산 방식이 되고 있다. 2001년의 디지털 ATC화에 즈음해서는 VVVF 인버터의 소프트웨어를 변경했기 때문에 벡터 제어 대응이 되어 정지 직전에 비동기 모드가 들어가는 등 주행음이 약간 변화했다.
- 차체는 재래 공법을 개량
- 전면 FRP의 두께가 다른 편성보다 얇다
- 대차간 거리는 13,800mm, 선두차 전체 길이는 20,340mm
- 측면창은 2분할 방식
- 리스프로케이팅식 공기압축기
- 전기식 도어 엔진
- 손잡이봉의 설치로 인한 손잡이의 생략(양산화 개조에 즈음해 손잡이봉을 철거하여 손잡이를 설치)
- 형광등을 침목 방향으로 배치
- 공조장치의 송풍에 덕트리스 방식을 채용
- 승객용 출입문 유리는 금속 쇠장식 압착 지지방식이다. 900·920번대는 접착식
- 측면 행선표시기는 짝수 호차에만 설치
- 원핸들식 마스터 컨트롤러(형상을 개량한 다음 대량생산차에 채용)
- 2006년 12월 19일에 운용을 이탈하여 12월 26일에 우라와 전차구에서 히가시오미야 정차장으로 소개 회송되었다.
- 감속음은 서울교통공사 7호선과 8호선 2차 도입분 전동차의 구동음을 역재생시킨 구동음과 동일하다. 다만, 7호선 소프트웨어 갱신차량의 경우, 가속 시 이 열차의 가속음이 그대로 난다. 2006년, 910번대가 은퇴 후에는 동일본에서는 이 구동음을 완전히 들을 수 없고, 7호선 소프트웨어 갱신차량에 한해서만 이 발차 구동음을 들을 수 있는 상태이다. 즉, 수도권에서 마지막으로 남은 도시바 GTO제 통근형 전동차였다.

#### 920번대
- 원래 901계 C편성으로 제조 회사는 가와사키 중공업(1 - 3·6 - 10호차)과 JR 동일본 오후나 공장(4·5호차).
- 제어장치는 미쓰비시제 GTO 소자(2,500V-2000A)에 의한 3레벨 제어 1C4M 방식(대량 생산차에 채용)
- 차체는 가와사키 중공업 제조분이 2시트 공법, 오후나 공장 제조분이 재래 공법의 개량형
- 오후나 공장 제조분의 대차간 거리는 13,800mm
- 리시프로케이팅식 공기압축기
- 직동 공기식 도어 엔진
- 측면창은 가와사키 중공업 제조분이 1매창, 오후나 공장 제조분이 2분할 방식
- 6호차의 차내에 액정식의 정보 모니터 장치 설치(후에 철거)
- 오후나 공장 제조분은 형광등을 침목 방향으로 배치

### 0번대

#### 개요
- 게이힌 도호쿠선·네기시선
  - 운용구간: 오미야 - 아카바네 - 다바타 - 도쿄 - 가와사키 - 요코하마 - 이소고 - 오후나
  - 차체띠의 색: ■ 스카이블루
  - 재적 차량수: 우라와 전차구 10량 78편성(780량)(2007년 10월 1일 기준)
  - ※2010년 1월에 게이힌 도호쿠선·네기시선에서의 운용을 종료했다. 2010년 4월 1일 기준으로는 4량 28편성+6량 19편성분의 226량이 개조중 또는 개조 대기중이다.
- 난부선
  - 운용구간: 가와사키 - 다치카와
  - 차체띠의 색: ■황색, ■오렌지색, ■포도색
  - 재적 차량수: 나카하라 전차구 6량 1편성(6량)(2010년 2월 1일 기준)

1993년에 등장한 대량생산차이다. 게이힌 도호쿠선·네기시선용은 같은 해 2월 15일부터 1편성이 한정 운용으로 영업 운전을 개시하였으며 3월 1일부터 5편성이 본격적인 영업 운행을 개시했다. 한편 난부선용은 같은 해 4월 1일부터 영업 운행을 개시했다. 전면은 건널목 사고 대책으로 뼈대를 추가하여 강도를 향상시킨 것 외에 스커트 대형화, 운전실 공간 확대, 운전대 뒷면에 비상 구출구를 설치했다. 공기 압축기는 독일 쿠노르제 스크루식을 채용했으며 1 - 6차차는 전동 발전기(MG)와 같이 날카로운 동작음이 특징인 동작음이다. 운전석의 마스터 컨트롤러에 왼손 조작의 원핸들식을 채용하였다. 도어 엔진은 양산 초기 롯트에서는 종래와 같은 일본제의 공기식이 채용되었지만, 우라(우라와 전차구의 전신약호) 16편성(3차차)부터 외국제의 문틈새 끼임 방지용 안전 장치를 부착한 전기식으로 변경되었다. 도어 개폐시의 차임과 출입문 상부에 3색 LED 디스플레이를 이용해 다음 역 표시 등을 실시하는 여객 안내 표시기를 장비하고 있다. 또한 선두차에는 휠체어 공간이 설치된 것 외에 연결면에 추락 방지막이 설치되었다.

#### 편성
게이힌 도호쿠선·네기시선
|                    | ←오미야오후나→ |              |                |               |               |              |              |                |               |                |
| 호차               | 10             | 9            | 8              | 7             | 6             | 5            | 4            | 3              | 2             | 1              |
| 형식               | 쿠하 209 (Tc)  | 사하 209 (T) | ◇ 모하 209 (M) | 모하 208 (M') | 사하 208 (T') | 사하 209 (T) | 사하 209 (T) | ◇ 모하 209 (M) | 모하 208 (M') | 쿠하 208 (Tc') |
| 탑재 기기          | (CP)           |              | VVVF           | SIV,CP        |               |              |              | VVVF           | SIV,CP        |                |
| 차량 중량 (완성시) | 23.0t          | 21.0t        | 27.7t          | 28.0t         | 24.5t         | 21.0t        | 21.0t        | 27.7t          | 28.0t         | 22.3t          |

- 완성 시점의 편성에서는 6호차도 사하 209였지만, 후에 6도어 구조의 사하 208이 되었다.
- 쿠하 209의 CP는 공기식 도어 엔진을 사용하는 1·2차차(우라 1 - 15편성)는 탑재하였으나 전기식 도어 엔진을 사용하는 3차차(우라 16편성) 이후에는 생략.

난부선
|          | ←가와사키다치카와→ |            |          |            |          |          |
| 호차     | 1                  | 2          | 3        | 4          | 5        | 6        |
| 형식     | 쿠하 209           | ◇ 모하 209 | 모하 208 | ◇ 모하 209 | 모하 208 | 쿠하 208 |
| 탑재기기 |                    | VVVF       | SIV,CP   | VVVF       | SIV,CP   |          |

2007년 10월 1일 기준으로 우라와 전차구에 10량 78편성(780량)과 나카하라 전차구에 6량 2편성(12량), 합계 792량이 배치되었으며 게이힌 도호쿠선·네기시선, 난부선에서 운용되고 있었다. MT비는 게이힌 도호쿠선·네기시선용이 4M6T, 난부선용은 4M2T이며, MT비가 높은 난부선의 차량은 VVVF 인버터 장치의 설정을 변경하였기 때문에 인버터 및 전동기에서 발생하는 변조음이 약간 다르다.
게이힌 도호쿠선·네기시선용의 차량은 등장 당초 전 차량이 4도어차의 편성이었지만, 우라 36편성(1995년도 제조분으로 최초의 니쓰 차량 제작소제 차량)에서 6호차에 6도어차를 연결한 편성이 되었고, 1996년부터 1997년에 걸쳐 6도어차 사하 208형을 많이 제조하여 종래 편성의 6호차와 교체되면서 전 편성의 6도어차 연결을 완료시켰다. 덧붙여 종래 편성의 6호차(사하 209형)는 다른 편성에 편입되어 갔기 때문에 일부 편성에서는 가와사키 중공업제와 도큐·니쓰제의 차량과 혼합하여 편성했다. 6도어차를 연결한 편성에는 선두차의 전면과 6도어차의 출입문 상부에 '6 DOORS' 스티커를 붙이고 있었다. 차내의 좌석 중 접이식 좌석은 평일의 첫차에서 9시 30분까지는 좌석을 사용할 수 없다.

#### 비고
- 차내에는 '이 전동차는 종래의 반이하 전력으로 달리고 있습니다.'라고 표기된 스티커가 시작차도 포함하여 첨부되었다. 2000번대·2100번대·2200번대(나하 54편성만)에서는 이 스티커는 부착되지 않았다[11].
- 우라 19·21편성에서는 니혼 텔레콤(현 소프트뱅크 텔레콤)의 협력으로 컨텐츠 편집·전달 센터에서 축적된 컨텐츠를 역 등에 설치된 무선 전송 장치에서 무선 LAN으로 수신하여 차내에 실시간으로 전달하는 '디지털 모니터'라고 하는 서비스를 실험하고 있다(과거에 우라 35편성으로 실험하고 있었다). 이 실험 차량에서는 열차 광고를 철거했다.
- 우라 57편성은 완성 후 당분간 전동차 유닛마다 다른 신형 VVVF 인버터 장치를 탑재하여 시운전을 실시했다. 시험 종료 이후 통상의 인버터 장치로 교체되었다.
- 우라 67편성의 쿠하 209-69는, 가마타 전차구 구내에서 일어난 탈선 사고의 영향으로 차체의 큰 범위가 변형되었기 때문에, 차체가 대체 및 새로 만들어졌다. 내장품 등의 일부는 원래 차체의 것이 재사용되고 있지만, 이것은 수리 취급으로 서류상 폐차로 되어 있지 않다.
- 우라 78편성에서는 일시 동안 시험적으로 승차 촉진 멜로디가 러시아워의 혼란을 방지하기 위해 10시 - 16시 사이만 사용되고 있었다.
- 우라 51·54 - 66편성과 난부선용 2편성의 운행 번호 표시기는 7세그먼트 표시 장치에서 LED식으로 교환되었다. 또한 우라 2편성은 오미야 방향(쿠하 09-2)의 운행 번호 표시를 LED식으로 했으나, 오후나 방향(쿠하 208-2)은 원래의 맥사인식인 채로 되고 있었다.
- 우라 49 - 52편성과 난부선용 2편성(쿠하 209-13·68, 쿠하 208-13·68)은 디지털 무선 장치를 탑재하고 있지만, 우라 49 - 52편성에 관해서는 무선 변환 스위치를 아날로그 측에 고정하였으며, 난부선용 편성은 2009년 2월 1일부터 디지털 무선의 사용을 개시했다.
- 난부선에서 사용되고 있던 나하 1편성은, 2200번대 투입에 수반하여 2009년 9월 10일 나가노 종합 차량센터로 폐차 회송되었다[12].
- 게이힌 도호쿠선·네기시선에서는 E233계로의 교체가 진행되면서 2010년 1월 17일부터 8일간 1편성에 헤드마크를 붙여 운행되었다.
- 2010년 1월 24일, 우라 52편성을 끝으로 게이힌도호쿠선, 네기시선의 209계의 영업운전이 완전히 종료되었다.

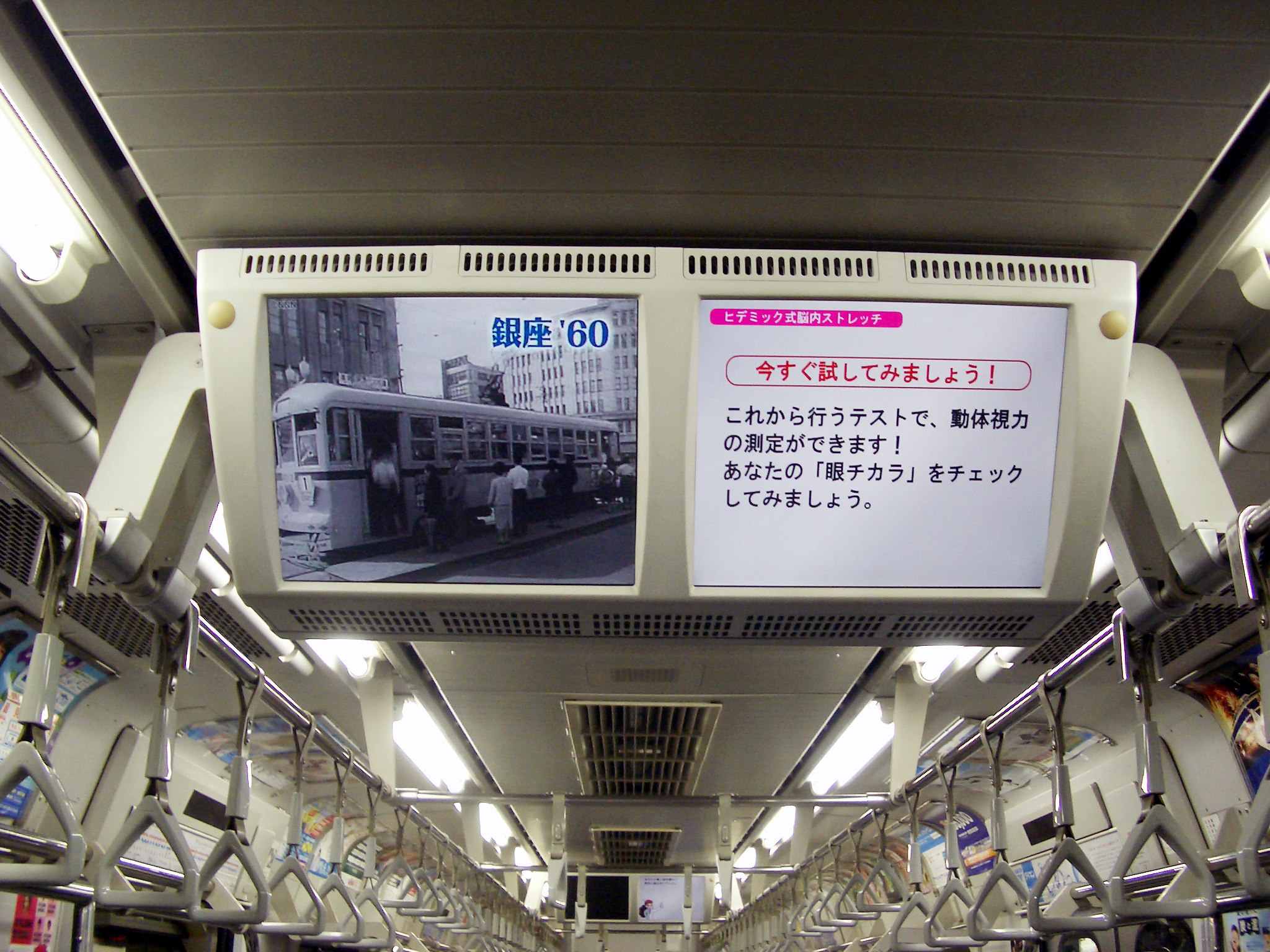
게이힌 도호쿠선·네기시선의 우라 35편성에 설치되어 있던 WVIT 시험용 모니터 (2006년 8월 7일)
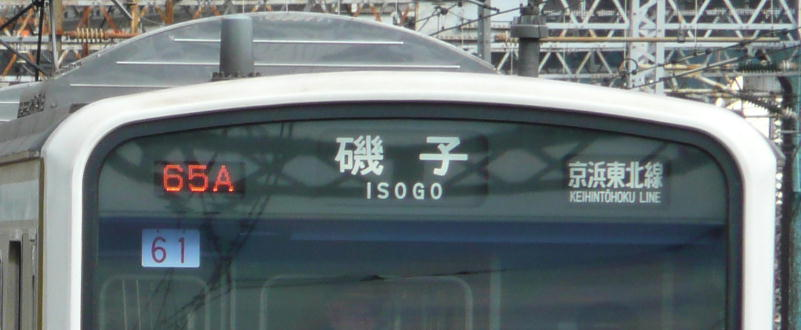
운행 번호 표시를 LED식으로 교환한 우라 61편성 (2007년 12월 10일 다마치역)
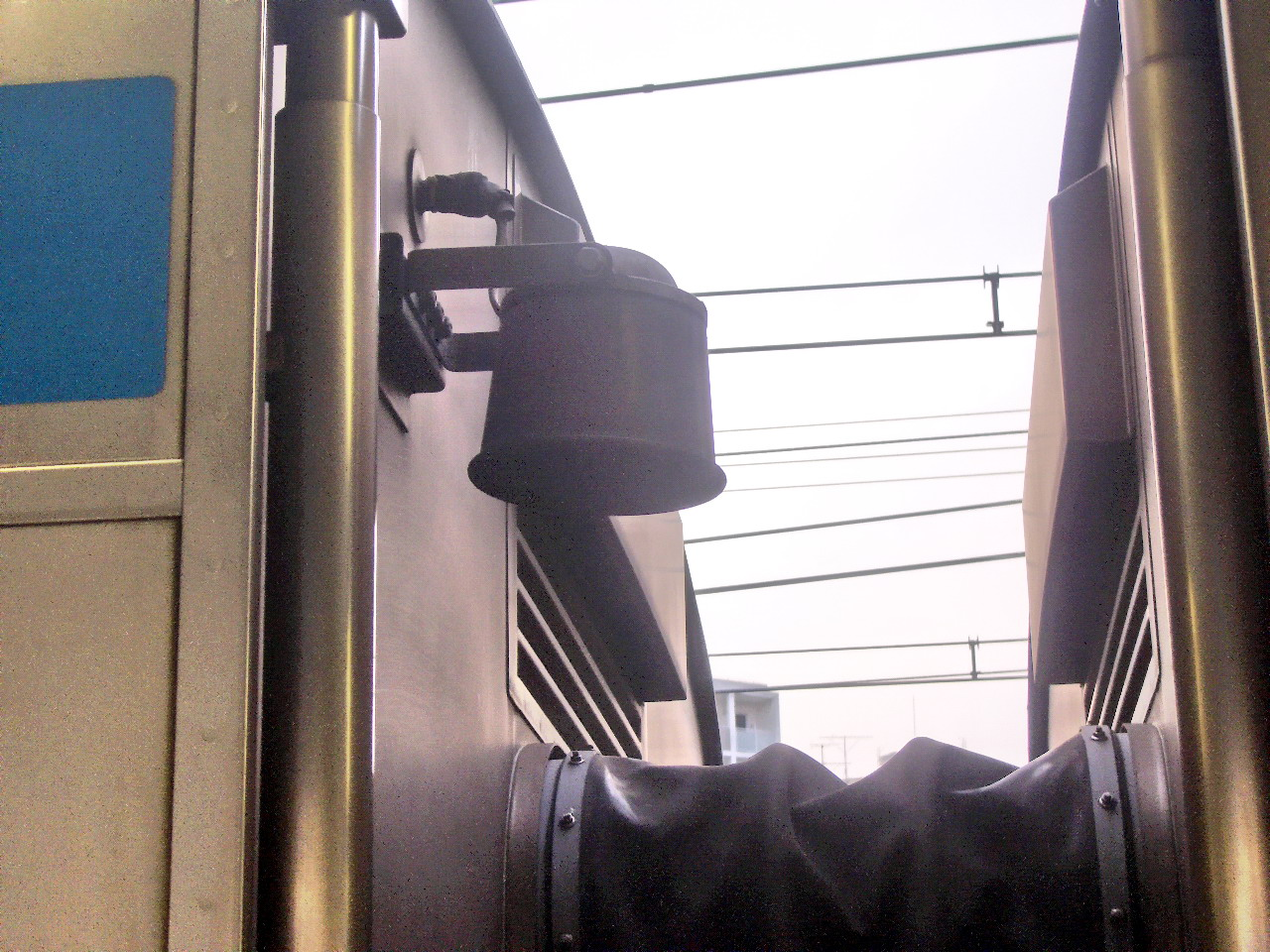
게이힌 도호쿠선·네기시선의 우라 78편성에 탑재되고 있는 차량 외부 스피커 (2008년 3월 2일 히가시카나가와역)

### 3000번대

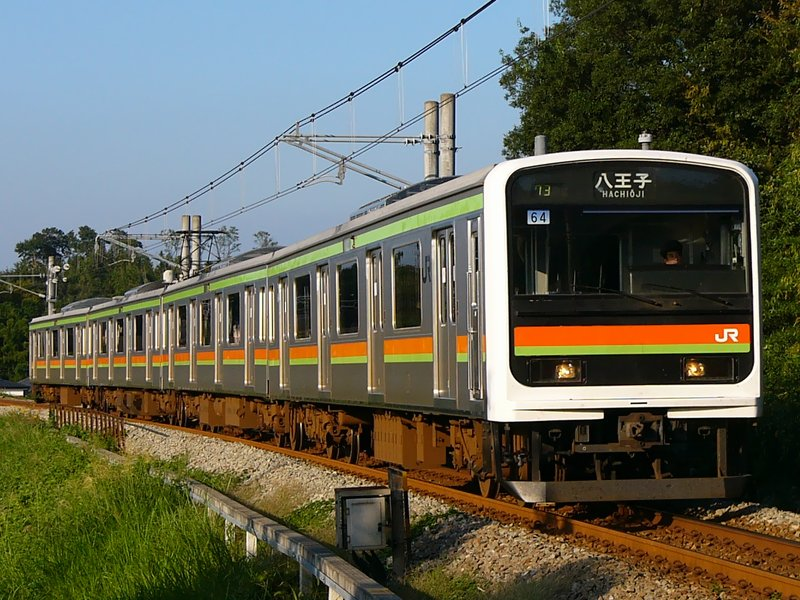
3000번대 하치코・가와고에선사양
(2005년 10월12일 고미야 - 기타하치오지)

#### 개요
- 운용구간
  - 하치코선: 하치오지 - 고마가와
  - 가와고에선: 고마가와 - 가와고에( - 미나미후루야)
- 차체의 띠색: ■오렌지색, ■꾀꼬리색
- 재적차량수: 가와고에 차량센터 4량 4편성(16량, 하에 61 - 64편성)

1996년 3월 16일의 하치코선 하치오지 - 코마가와 간 전철화 개업 시에 준비된 단선 구간 사양차로 하에 61편성이 가와사키 중공업제인 것 외에는 도큐 차량제조제이다. 열차 교행시의 정차 시간이 긴 것을 고려하여 승객용 출입문이 반자동(도어 스위치를 설치)인 것 외에는 0번대와 동일하다.
현재 4편성이 3100번대와 함께 가와고에 차량센터에 배치되어 하치코·가와고에선의 하치오지 - 코마가와 - 가와고에 구간에서 운용되고 있다. 덧붙여 가와고에 차량센터를 출고하는 전동차의 일부는 미나미후루야 역 - 가와고에 역 간에서도 영업 운행을 실시하고 있다. 하치코선 전철화 당시에는 하이지마에서 오메선으로 연장하여 다치카와까지 직통하는 운용도 존재했지만, 2010년 기준으로 오메 선에는 연장하여 운행하지 않고 있다.
또한 기본 번대에서는 선두부와 차체부 경계선에 수직의 검은 라인이 존재하고 있었지만, E501계에 맞춰 이 번대 구분에서는 폐지되었다.

#### 편성
|           | ←가와고에고마가와·하치오지→ |            |          |          |
| 호차      | 4                           | 3          | 2        | 1        |
| 형식      | 쿠하 209                    | ◇ 모하 209 | 모하 208 | 쿠하 208 |
| 탑재 기기 |                             | VVVF       | SIV,CP   |          |

- 후에 서술하는 3100번대와 같은 편성 형태이다.

2006년 12월 1일부터 운행 구간의 출입문 취급이 종일 반자동이 되었기 때문에 출입문의 개폐 방법을 표기한 스티커가 출입문 부근에 부착되었다. 또한 하에 63편성은 가변 좌석을 설치하고 있었던 때가 있었다. 2007년에는 측면창 개폐화공사가 실시되었으나, 0번대와는 달리 차체 중앙부는 고정창으로 남아있다.

### 950번대
1998년 10월에 완성된 E231계의 시작차이며, 2000년 6월에 양산화 개조를 실시하여 E231계 900번대로 개번되었다. 미타카 차량센터에 10량 1편성(10량)이 재적하여 주오·소부 완행선에서 운용되고 있다. 자세한 것은 E231계 900번대의 항목을 참조.

### 500번대

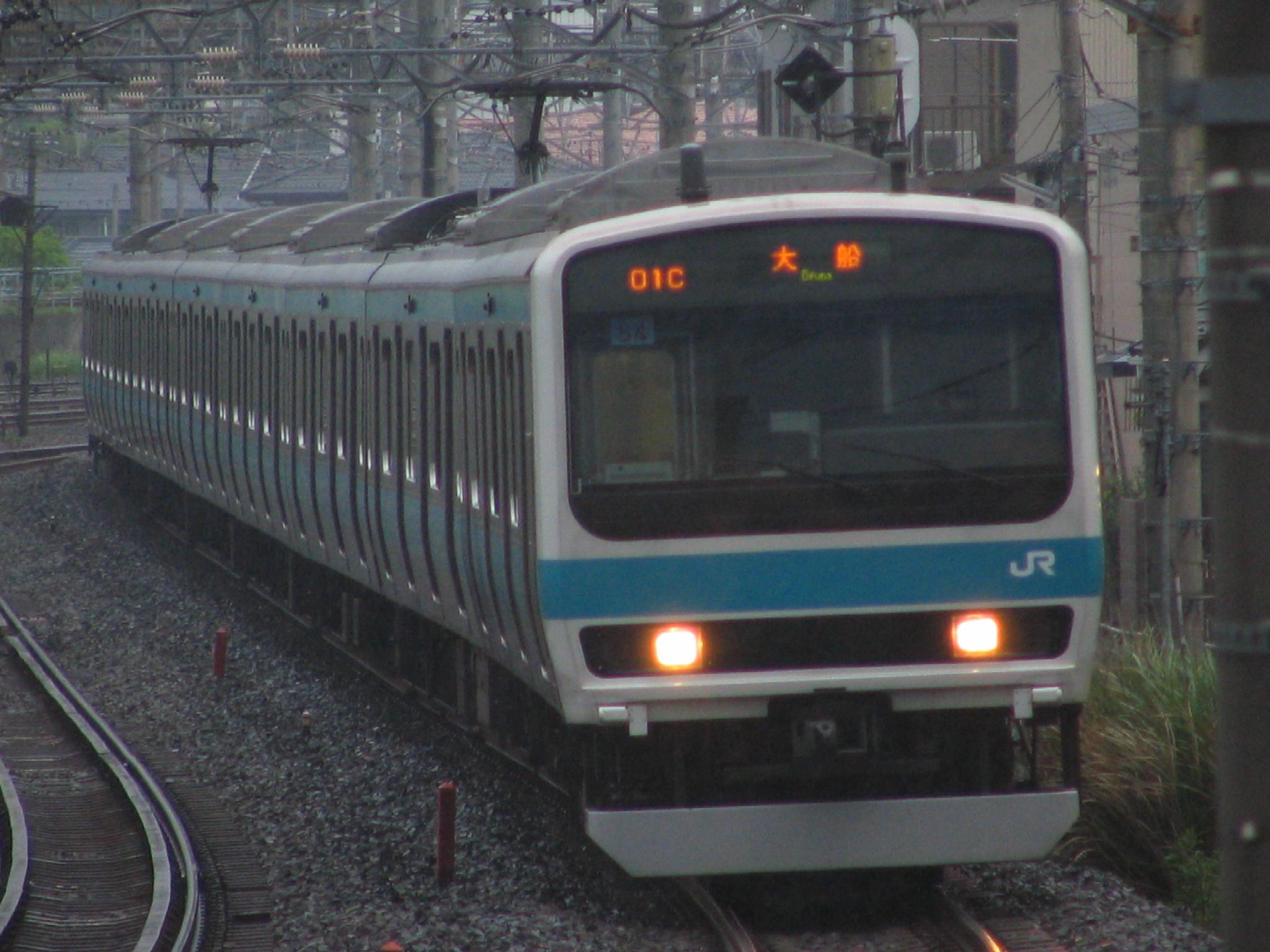
209계 500번대(2007년 5월10일 네기시선 혼고다이 역 - 오후나 역 간)

#### 개요
- 주오・소부선
  - 운용구간: 미타카 - 나카노 - 신주쿠 - 오차노미즈 - 긴시초 - 지바
  - 차체띠의 색: ■노랑 1호(쿠하 209-516 이하의 편성만■노랑5호)
  - 재적차량수: 미타카 차량센터 10량 13편성(130량)(2010년 2월 1일 기준)
- 게이요선
  - 운용구간: 게이요선... 도쿄 - 미나미후나바시 - 소가, 니시후나바시 - 미나미후나바시
  - 우치보선... 소가 - 기미츠 ← 가즈사미나토
  - 소토보선... 지바 - 소가 - 가즈사이치노미야(지바 - 소가 간은 우치보선 계통만)
  - 차체띠의 색: ■와인 레드
  - 재적차량수: 게이요 차량센터 10량 1편성(10량)(2018년 2월 26일 기준)

주오·소부 완행선의 103계를 교체하기 위해 1998년 11월에 등장했다. 이 그룹은 니쓰 차량제작소가 처음으로 독자적으로 설계한 차량이다.
해당 노선에서는 본 계열의 차세대 통근 차량(→E231계 통근형)의 투입이 계획되고 있었지만, 노후된 103계에 차량 고장이 빈발했기 때문에 당시 제조 중이던 E217계의 차체 구조를 유용했고, 그 때문에 과도기적이며 절충적인 차량이 되었다. 새로 제작한 차량은 170량(10량 17편성)에 머물러 이후에는 2000년 등장의 E231계 통근형으로 인계되었다.
주된 사양은 0번대와 동일하지만, E217계를 기초로 하여 차체 폭을 2,950mm로 확대했다(종래차보다 150mm 확대). 기존 차량에서는 선두차의 차체 길이가 중간차에 비해 420mm 길었지만, 실전대에서는 중간차와 같은 19,500mm(전체 길이 20,000mm)에 맞출 수 있었다. 이 때문에 선두차의 제1출입문· 제2출입문 간의 치수가 짧아져 종래차에서는 모두 7명분이었던 출입문 간의 좌석이 이 부분만 6명분이 되었다. 좌석의 쿠션도 폐기 시의 재활용을 고려하여 우레탄에서 폴리에스테르로 변경하였으며 종래보다 딱딱한 느낌을 준다. 측면의 창은 종래차가 모두 고정식인 것에 비해 제1출입문·제2출입문(선두차를 제외한다)과 제3출입문·제4출입문 간에 있는 4매(선두차는 2매)의 창문 3분의 2가 1매의 하강창으로 변경되었다. 덧붙여 선두차는 제2출입문·제3출입문 간의 고정창이 0번대와 같은 방식인 개폐창으로 변경되었다(후에 서술). 게다가 행선 표시기를 LED식으로 변경한 것 외에 대차 중심 간격이 0번대보다 500mm 넓힐 수 있어 같은 시기에 제조된 950번대(E231계 900번대)와 같은 13,800mm가 되었다.

#### 편성
|                    | ■소가／■치바／■오미야 \| ■도쿄／■미타카／■오후나 |                   |                     |                    |                   |                   |                   |                     |                    |                     |
| 호차 ■             | 1                                                | 2                 | 3                   | 4                  | 5                 | 6                 | 7                 | 8                   | 9                  | 10                  |
| 호차 ■             | 10                                               | 9                 | 8                   | 7                  | 6                 | 5                 | 4                 | 3                   | 2                  | 1                   |
| 형식               | 쿠하 209 -500 (Tc)                               | 사하 209 -500 (T) | ◇ 모하 209 -500 (M) | 모하 209 -500 (M') | 사하 209 -500 (T) | 사하 209 -500 (T) | 사하 209 -500 (T) | ◇ 모하 209 -500 (M) | 모하 208 -500 (M') | 쿠하 208 -500 (Tc') |
| 탑재기기           |                                                  |                   | VVVF                | SIV,CP             |                   |                   |                   | VVVF                | SIV,CP             |                     |
| 차량 중량 (완성시) | 25.5t                                            | 22.4t             | 28.9t               | 28.5t              | 22.4t             | 22.4t             | 22.4t             | 28.9t               | 28.5t              | 25.6t               |

- 2차차의 팬터그래프는 싱글암식이다.

|                    | ←도쿄·가이힌마쿠하리후추혼마치→ |                      |                    |                   |                   |                      |                    |                     |
| 호차 ■             | 1                               | 2                    | 3                  | 4                 | 5                 | 6                    | 7                  | 8                   |
| 형식               | 쿠하 209 -500 (Tc)              | ＜ 모하 209 -500 (M) | 모하 208 -500 (M') | 사하 209 -500 (T) | 사하 209 -500 (T) | ＜ 모하 209 -500 (M) | 모하 208 -500 (M') | 쿠하 208 -500 (Tc') |
| 탑재 기기          |                                 | VVVF                 | SIV,CP             |                   |                   | VVVF                 | SIV,CP             |                     |
| 차량 중량 (완성시) | 25.5t                           | 28.9t                | 28.5t              | 22.4t             | 22.4t             | 28.9t                | 28.5t              | 25.6t               |

1999년도에 만든 2차차(510편성 이후)에서 싱글암식 팬터그래프(PS33A)가 탑재되었지만, E231계와는 설치 방향이 반대(팬터그래프의 굽힘부가 차체 중앙부 방향)이다.
게이힌 도호쿠선·네기시선의 0번대나 주오·소부 완행선의 E231계 통근형과 달리 6도어차는 연결하지 않는다.
선두부의 스타일은 종래의 209계와는 약간 다른 것이 채용되었으며 같은 스타일은 E231계 0번대로도 이어졌다. 덧붙여 실전대와 E231계 0번대(조반 선)에서는 선두부가 백색으로 처리된데 비해 E231계 0번대(주오·소부 완행선)에서는 은빛 처리가 기본이 되었으며 인상이 다르다.

#### 이동 이력
이 번대 구분은 본 계열 중에서는 차출이나 전배가 많다.
쿠하 209-501 - 512 이하 12편성 120량은 새로 만든 당초부터 주오·소부 완행선에서 운용되고 있지만, 쿠하 209-513 - 517 이하의 5편성 50량은 편성마다 다른 시기에 여러 가지로 차출·전배가 많아 빈번하게 띠색이 변경되었다. 아래에 그 내용에 대해 상세히 말한다.
개요
- ■ 주오·소부 완행선…'주오 소부'라고 약어로 표기한다. 색은 기본적으로 노랑 1호지만, 예외적으로 노랑 5호의 차량도 존재한다.
- ■ 개이힌 도호쿠선·네기시선…'게이힌 도호쿠'라고 약어로 표기한다. 색은 스카이블루.
- ■ 게이요선…'게이요'라고 약어로 표기한다. 색은 빨강 14호.
- ■ ■ 무사시노선…'무사시노'라고 약어로 표기한다. 색은 오렌지와 갈색.

|                                |                                                          |                                                          |                                                          |                                                          |                                                          |                                                          |                                                          |
|                                | 등장 시 - 현재                                           |                                                          |                                                          |                                                          |                                                          |                                                          |                                                          |
| 쿠하 209-501 - 512 이하 12편성 | ■ 주오 소부(노랑1호) 라시 51 - 62편성→미쓰 501 - 512편성 | ■ 주오 소부(노랑1호) 라시 51 - 62편성→미쓰 501 - 512편성 | ■ 주오 소부(노랑1호) 라시 51 - 62편성→미쓰 501 - 512편성 | ■ 주오 소부(노랑1호) 라시 51 - 62편성→미쓰 501 - 512편성 | ■ 주오 소부(노랑1호) 라시 51 - 62편성→미쓰 501 - 512편성 | ■ 주오 소부(노랑1호) 라시 51 - 62편성→미쓰 501 - 512편성 | ■ 주오 소부(노랑1호) 라시 51 - 62편성→미쓰 501 - 512편성 |
|                                |                                                          |                                                          |                                                          |                                                          |                                                          | 2008 - 현재                                              |                                                          |
| 쿠하 209-513 이하의 편성       | ■ 주오 소부(노랑1호) 라시 63편성→미쓰 513편성            | ■ 주오 소부(노랑1호) 라시 63편성→미쓰 513편성            | ■ 주오 소부(노랑1호) 라시 63편성→미쓰 513편성            | ■ 주오 소부(노랑1호) 라시 63편성→미쓰 513편성            | ■ 게이힌 도호쿠 우라 82편성                              | ■ 게이요 게요 31편성                                     | ■ 게이요 게요 31편성                                     |
| 쿠하 209-514이하의 편성        | ■ 주오 소부(노랑1호) 라시 64편성→미쓰 514편성            | ■ 주오 소부(노랑1호) 라시 64편성→미쓰 514편성            | ■ 주오 소부(노랑1호) 라시 64편성→미쓰 514편성            | ■ 주오 소부(노랑1호) 라시 64편성→미쓰 514편성            | ■ 게이힌 도호쿠 우라 83편성                              | ■ 게이요 게요 32편성                                     | ■ 게이요 게요 32편성                                     |
|                                | - 2005                                                   | - 2005                                                   | 2005 - 2006                                              |                                                          |                                                          | 2008 - 현재                                              | 2008 - 현재                                              |
| 쿠하 209-515이하의 편성        | ■ 주오 소부(노랑1호) 라시 65편성→미쓰 515편성            | ■ 주오 소부(노랑1호) 라시 65편성→미쓰 515편성            | ■ 게이힌 도호쿠                                          | ■ 주오 소부(노랑5호) 미쓰 515편성                        | ■ 게이힌 도호쿠 우라 84편성                              | ■ 게이요 게요 33편성                                     | ■ 게이요 게요 33편성                                     |
|                                | -2000                                                    | 2000 - 2009                                              | 2000 - 2009                                              | 2000 - 2009                                              | 2000 - 2009                                              | 2000 - 2009                                              | 2009 - 현재                                              |
| 쿠하 209-516이하의 편성        | ■ 주오 소부(노랑1호) 라시 66편성                         | ■ 게이힌 도호쿠 우라 80편성                              | ■ 게이힌 도호쿠 우라 80편성                              | ■ 게이힌 도호쿠 우라 80편성                              | ■ 게이힌 도호쿠 우라 80편성                              | ■ 게이힌 도호쿠 우라 80편성                              | ■ 주오 소부(노랑5호) 미쓰 516편성                        |
|                                | - 2000                                                   | 2000 - 2008                                              | 2000 - 2008                                              | 2000 - 2008                                              | 2000 - 2008                                              | 2008 - 현재                                              | 2008 - 현재                                              |
| 쿠하 209-517 이하의 편성       | ■ 주오 소부(노랑1호) 라시 67편성                         | ■ 게이힌 도호쿠 우라 81편성                              | ■ 게이힌 도호쿠 우라 81편성                              | ■ 게이힌 도호쿠 우라 81편성                              | ■ 게이힌 도호쿠 우라 81편성                              | ■ 게이요 게요 34편성                                     | ■ 게이요 게요 34편성                                     |

본 번대는 당초 나라시노 전차구에 집중 투입되어 주오·소부 완행선으로 영업 운행에 오르고 있었지만, 2000년에 게이힌 도호쿠선·네기시선의 D-ATC화 개조에 수반한 예비차 확보와 도입 후의 수송력 증강용으로 2편성(라시 66,67편성→우라 80,81편성 쿠하 209-516, 517 이하 2편성)이 나라시노 전차구에서 우라와 전차구로 전출되었고 그것을 대체하기 위해 나라시노 전차구에 E231계가 투입되었다.
2003년 12월에는 나라시노 전차구의 폐지에 수반하여 이 때 해당 전차구에 소속해 있던 원 라시 51 - 65편성(쿠하 209-501 - 515 이하 15편성)은 미타카 전차구(현·미타카 차량센터)로 전속되어 미쓰 501 - 515편성이 되었다.
미쓰 515편성은 2005년 10월부터 2006년 3월에 걸쳐 일시적으로 우라와 전차구로 차출되었다. 해당 편성은 2006년 3월에 미타카 전차구로 반환되었지만, 그때의 띠색은 103계 등과 같은■노랑 5호(다른 500번대 차량은■노랑 1호)였다.
게다가 2006년 10월부터 다음 2007년 3월에 걸쳐 우라와 전차구에 소속해 있던 209계 시작차 교체 때문에 3편성(미쓰 513 - 515편성→우라 82 - 84편성 쿠하209-513 - 515 이하 3편성)이 우라와 전차구로 전출했다. 대체로 미타카 차량센터(당시의 미타카 전차구)에 E231계 3편성이 추가 투입되었다. 이것은 미쓰 515편성에서 두 번째 우라와 전차구로의 이동이었다.
그 후 2008년 7월부터 12월에 걸쳐 E233계 1000번대가 게이힌 도호쿠선·네기시선으로 투입된 것에 수반하여 우라 81 - 84편성(쿠하 209-517,513 - 515 이하 4편성)은 우라와 전차구에서 게이요 차량센터로 전입했다. 이들은 게이요선용으로서 2008년 12월 1일 이후 차례차례 영업 운전을 개시하여 해당 노선의 201계 비분할 편성을 다른노선으로 이적했다.
유일하게 우라와 전차구에 남아 게이힌 도호쿠선·네기시선에서 운용되고 있던 우라 80편성(쿠하 209-516 이하 1편성)은 2009년 9월에 영업 운전에서 제외되면서 도쿄 종합 차량센터에 입장하여 미타카 차량센터로 소속을 이전했다.
2010년 10월 1일 기준으로 미타카 차량센터에 10량 13편성(130량), 게이요 차량센터에 게이요선용 10량 3편성과 무사시노선 전용 예정의 8량 1편성(합계 38량)가 배치되었다. 덧붙여 게이요 차량센터 배치의 게이요선용 10량 편성은 해당 노선의 E233계 투입에 수반하여 차례차례 사하 2량을 폐차하고 무사시노선에 전용될 예정으로, 같은 해 12월 4일의 다이어 개정으로 무사시노선으로의 영업 운행을 개시했다.
전배가 많기 때문에 이 번대 구분의 차체대색은 2010년 12월 시점에 존재하지 않는 것까지 포함하면 카나리아 옐로·스카이블루·와인 레드·오렌지+녹차의 4색이 있다.

#### 비고
E217계와 같이 제어장치 및 기기류의 업그레이드가 2006년 12월 5일, 자동 방송 장치의 정비가 2007년 3월 6일, 각각 JR 동일본의 프레스 릴리스에서 발표되었으며 미타카 차량센터 소속차에 대해서는 2008년 6월 27일 자동 방송 장치의 설치를 완료했다.
미타카 차량센터 소속차와 게이요 차량센터 소속차는 후년에 V자 첨형상의 대형 스커트로 교환되었다.

### 1000번대

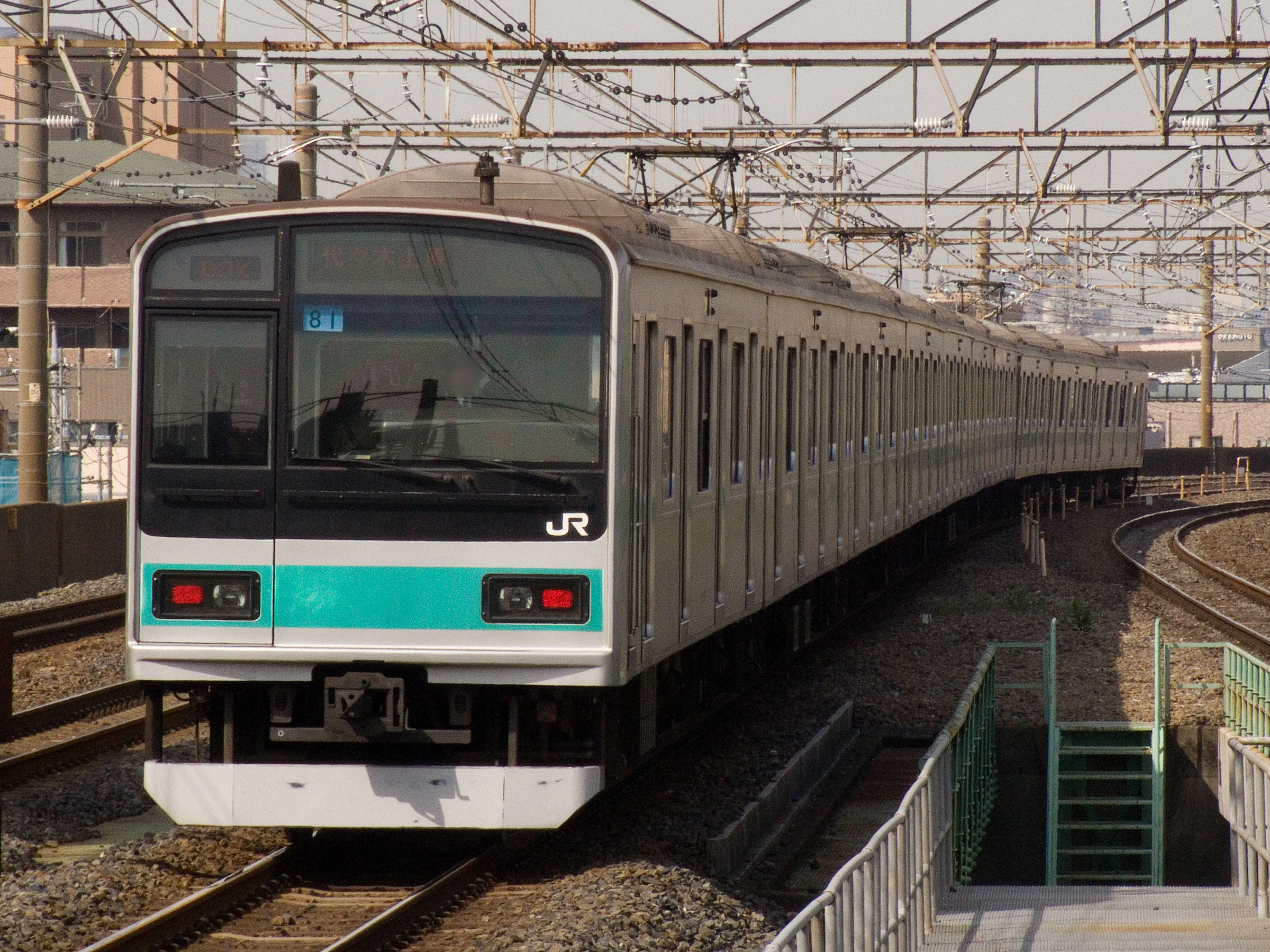
1000번대 조반 완행선 사양
(2008년 5월7일 가메아리 역)

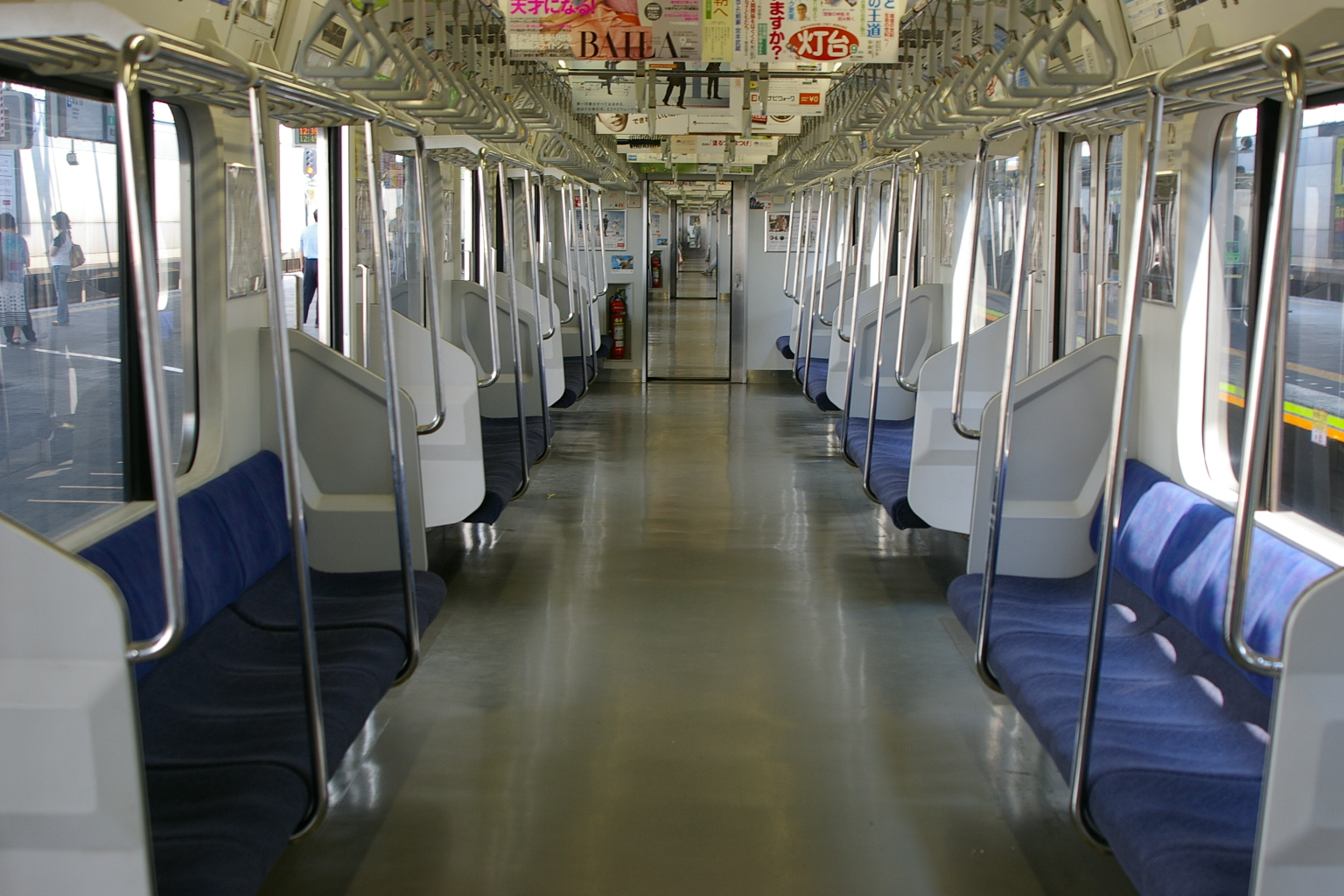
1000번대 실내
(2007년 8월 11일 요요기우에하라 역)

#### 개요
- 운행구간
  - 조반 완행선: 아야세 - 도리데
  - 도쿄 지하철 지요다선: 아야세 - 요요기우에하라
- 차체 띠의 색: ■ 에메랄드 그린
- 재적 차량수: 마츠도 차량센터 10량 2편성(20량, 마토 81 - 82편성)

조반 완행선과 제도고속도교통영단(현 도쿄 지하철) 지요다선의 신호 보안 시스템 업그레이드에 수반한 열차 증편과 1999년 12월 4일의 다이어 개정으로 영업을 개시한 번대 구분이다. 해당 노선에서 운용하고 있는 203계·E233계 2000번대와 구분 없이 공통 운용에 오르고 있다. 차체의 띠는 해당 노선의 다른 차종과 같이 창하부로만 ■ 에메랄드 그린의 띠를 배치하고 있어 창상부에는 배색되어 있지 않다. 또한 타 차종과 같이 요요기우에하라에서 오다큐 전철로 연장 운행을 하지 않는다.
지하철 직통 사양을 위해 선두차의 길이는 영단과의 상호 직통 운행 협정에 준거한 2,800mm 폭 차체로 중간차와 동일하게 했기 때문에 제1출입문·제2출입문 간의 길이가 짧아졌으며 그 사이의 좌석이 6명분인 것은 500번대와 같다. 대차 중심간 거리에 대해서는 0번대와 같은 13,300mm이지만, 물받이 끝부분이 지요다선 내에서 한계를 충족하기 위해 첨단이 비스듬하게 깎여 있다. 선두차 전면에는 비상구(플러그 도어)를 설치하여 승무원실 내에 격납식의 비상용 사다리를 탑재한다(격납 범위에 거두어 승무원실 칸막이 상부에 수납).
전동차의 비율 향상(6M4T)으로 인해 기동 가속도를 3.3km/h/s로 강화하여 상용 최대 감속도는 4.7km/h/s가 되었다. 편성 중인 7호차에는 지요다 선용의 유도무선 송수신기와 처면·마루 밑에 유도 무선 안테나를 설치하였으며, 팬터그래프는 강체 가선에 대응한 PS21형을 탑재하고 있다. 주전동기는 E231계와 동일한 MT73형으로 변경되고 있다.
그 외의 사양은 같은 시기에 생산된 500번대에 준하고 있으며 휠체어 공간은 영단 차량에 맞추어 2·9호차에 설치되고 있다.
측면의 행선 표시기는 행선지와 노선명을 교대로 표시하는 형태로, 노선명의 부분은 '조반선·각역 정차' '지요다선 직통·각역 정차' '조반선 직통·각역 정차'(각각 '·'를 경계로 2단 표시)라고 표시된다. 행선지는 노선명의 표시 패턴마다 설정되어 있으며(노선명을 표시하지 않고 행선지만의 고정 표시의 것도 있다), 보통은 아야세 역에서 바꾼다. 또한 안내 장치는 지요다선 내에서도 JR선과 같은 표시를 하고 있기 때문에 지요다선의 역 번호에는 대응하고 있지 않다.
2018년경 조반 완행선에서 운행을 종료하였고, 2019년부터는 주오 쾌속선으로 이적하여 운행 중이다.

#### 편성
|           | ←도리데요요기우에하라→ |                      |                    |                    |                      |                     |                    |                      |                     |                      |
| 호차      | 10                     | 9                    | 8                  | 7                  | 6                    | 5                   | 4                  | 3                    | 2                   | 1                    |
| 형식      | 쿠하 209 -1000 (Tc)    | ◇ 모하 209 -1000 (M) | 모하208 -1000 (M') | 사하 209 -1000 (T) | ◇ 모하 209 -1000 (M) | 모하 208 -1000 (M') | 사하 209 -1000 (T) | ◇ 모하 209 -1000 (M) | 모하 208 -1000 (M') | 쿠하 208 -1000 (Tc') |
| 탑재기기  |                        | VVVF                 | SIV,CP             |                    | VVVF                 |                     |                    | VVVF                 | SIV,CP              |                      |
| 차량 중량 | 25.5t                  | 28.6t                | 28.2t              | 22.1t              | 28.6t                | 25.5t               | 21.9t              | 28.6t                | 28.2t               | 25.5t                |

덧붙여 203계와 207계 900번대의 교체용으로 2009년도부터 E233계 2000번대가 도입되어 같은 해 9월 9일부터 영업 운행을 개시하고 있지만, 209계 1000번대에 대해서는 E233계 도입 이후에도 계속 사용된다.

### 3100번대
- 운용구간
  - 하치코선: 하치오지 - 고마가와

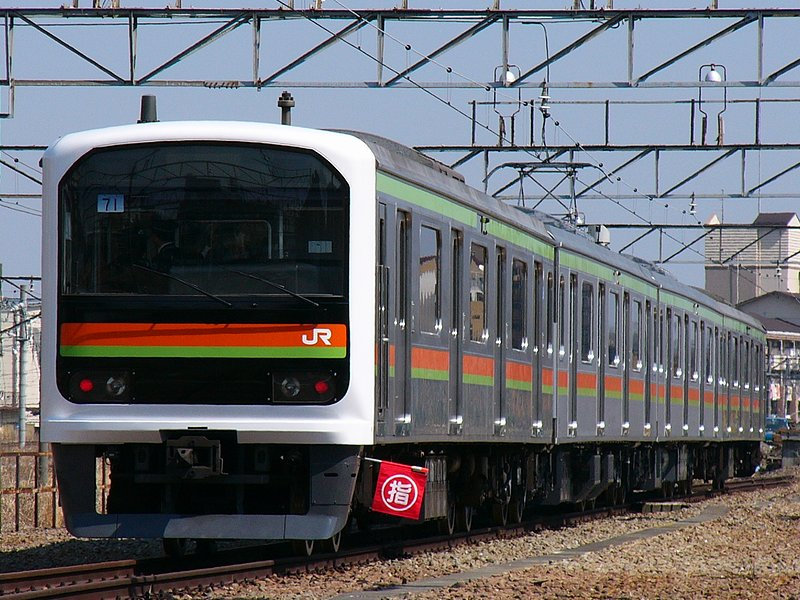
3100번대 하치코·가와고에선 사양
2005년 4월5일 하이지마역

  - 가와고에선: 고마가와 - 가와고에(- 미나미후루야)
- 차체띠의 색：■오렌지색, ■꾀꼬리색
- 재적차량수: 가와고에 차량센터 소속 4량 2편성(8량, 하에 71·72편성)

2005년에 하치고·가와고에선 하치오지 - 고마가와 - 가와고에간에 투입된 번대 구분이다. 현재 2편성이 3000번대와 함께 가와고에 차량센터에 배치되어 하치코·가와고에선의 하치오지 - 고마가와 - 가와고에 구간에서 운용되고 있다. 덧붙여 가와고에 차량 센터를 출고하는 전동차의 일부는, 미나미후루야 역 - 가와고에 역간에서도 영업 운행을 실시하고 있다.
차체띠의 색은 3000번대와 같은 오렌지색과 꾀꼬리색(■■)이다.
같은 노선의 103계 3000·3500번대를 재배치할 때 당초 전편성을 205계 3000번대로 배치할 계획이었다. 그러나 도중에 계획을 변경하여 2004년 10월 16일의 운전 시각표 개정으로 도쿄 임해 고속 철도(린카이선)의 전열차 10량 편성화에 수반한 편성 변경으로 잉여가 된 70-000형의 선두차 4량과 중간차 2량의 합계 6량을 JR 동일본이 구입하여 도어 스위치의 설치를 수반한 반자동문 기능 추가 등의 개조를 실시한 것이 해당 번대이다. 게다가 부족한 중간차 2량을 신조하여 4량 2편성의 합계 8량을 해당 번대로 했다.
린카이선에서의 6량은 민영 철도·제3섹터 철도에 재적하고 있던 차량이 JR 차적으로 편입된 최초의 사례이다.
하에 71편성은, 선두차가 70-000형에서의 편입차이다. 중간 전동차(모하 209·모하 208-3101)는 신조차로 벌써 신제가 다음 계열의 E231계 전동차로 이행하고 있는 시기에서 만났지만, 본계열로 신조되어 GTO 소자를 이용한 인버터 장치를 탑재하고 있는 것 외에 차내의 내장과 좌석의 색을 선두차에 맞추고 있다. 이 2량이 본계열 마지막 신조차가 되었다.
하에 72편성은 전차량이 70-000형에서의 편입차이지만, 선두차의 출입문 상부에 있는 차내의 여객 안내 표시기는 전출입문측 배치로 되고 있다. 중간차는 2002년제로 안내 표시기가 천조 배치가 되고 있는 것 외에 출입문의 구조가 하에 71편성과 같이 차이가 난다.
편성과 신구의 차량 번호 대조는 아래 표대로이다. 괄호안은 린카이 선 시대의 번호.
편성
|      |             | ←가와고에고마가와·하치오지→ |                        |                        |                        |
| 호차 | 호차        | 4                           | 3                      | 2                      | 1                      |
| 형식 | 형식        | 쿠하 209-3100 (Tc)          | ◇ 모하 209-3100 (M)    | 모하 208-3100 (M')     | 쿠하 208-3100 (Tc)     |
| 편성 | 하에 71편성 | 쿠하 209-3101 (70-020)      | 모하 209-3101 (신조)   | 모하 208-3101 (신조)   | 쿠하 208-3101 (70-029) |
| 편성 | 하에 72편성 | 쿠하 209-3102 (70-030)      | 모하 209-3102 (70-027) | 모하 208-3102 (70-028) | 쿠하 208-3102 (70-039) |

### 2000번대·2100번대

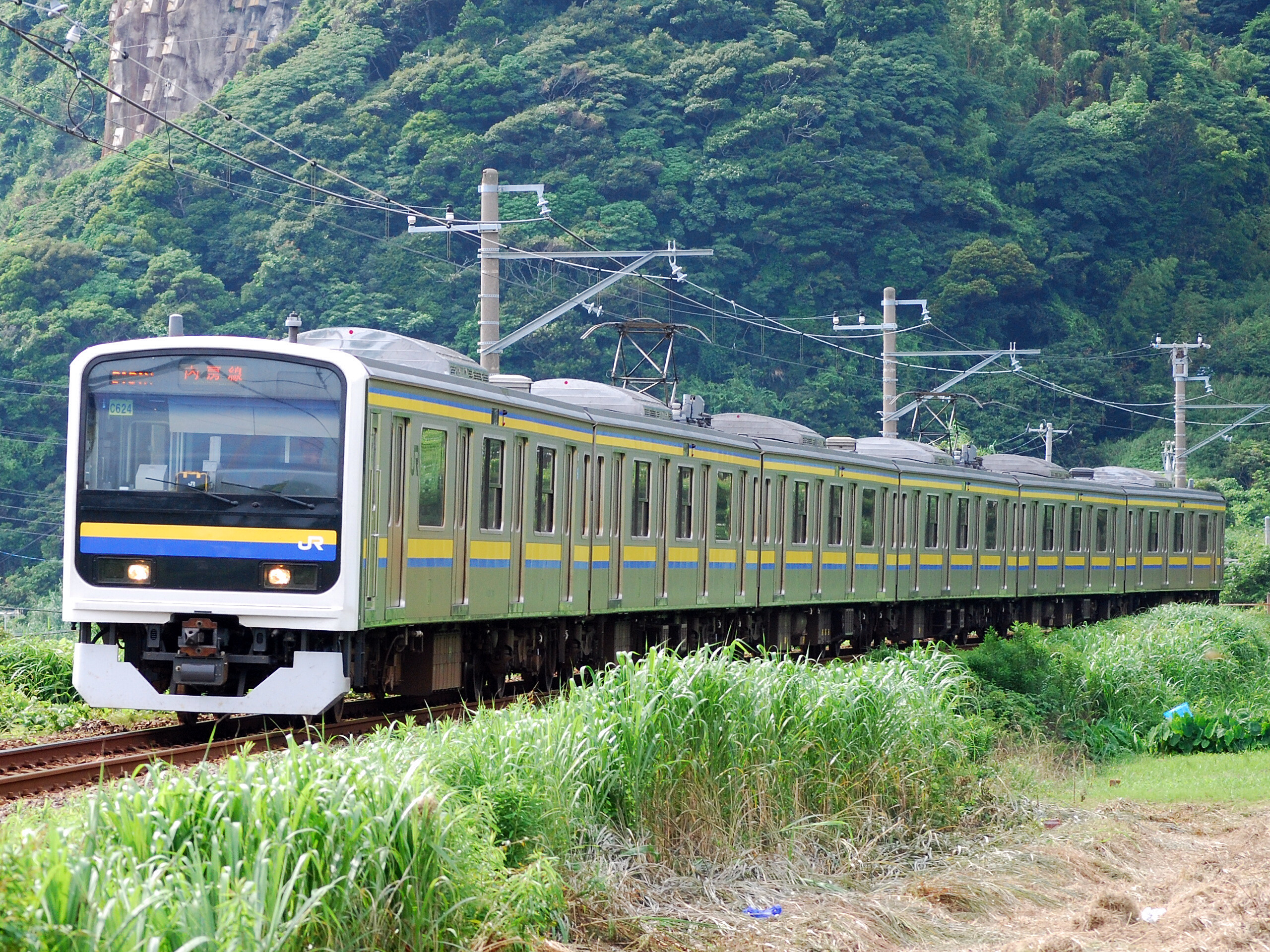
2100번대(C624 편성. 2010년 7월 1일)

- 운용 구간(2021년 3월 13일 기준)
  - 우치보선: (지바) - 소가 - 기사라즈 - 아와카모가와(전 구간)
  - 소토보선: 지바 - 소가 - 가즈사이치노미야 - 아와카모가와(전 구간)
  - 도가네선: (지바) - 오아미 - 나루토(전 구간)
  - 소부 본선: 지바 - 사쿠라 - 조시
  - 나리타선: (지바) - 사쿠라 - 나리타 - 마쓰기시 - (조시)
  - 가시마선: (지바) - (사와라) - 가토리 - 가시마진구(전 구간)
- 차체 띠의 색: ■노란색, ■청색
- 재적차량 수: 마쿠하리 차량센터 소속 4량 48편성 192량, 6량 19편성 114량

지바 지사 관내에서 운용되고 있는 113계·211계 교체용으로 도입되는 차량으로, 10량 편성으로 조성하고 있던 0번대를 4량 편성 또는 6량 편성으로 조성 변경된 것이다. 띠 색은 해당 지사 관내의 211계에 준한 ■■황색과 청색이다.
도어 엔진 방식에 따라 공기식 도어 엔진 장비차(종래차가 2차차 이전)는 2000번대, 전기식 도어 엔진 장비차는 2100번대(종래차가 3차차 이후)로 구분되며, 4량 편성의 선두차 일부에는 2000번대의 공기식 도어 차량이 포함된다.
6량 편성의 차량은 원래의 10량 편성에서 사하 4량이 단순하게 제거된 것이지만, 4량 편성은 다른 편성의 선두차와 중간차를 재조성한 것도 존재한다. 또한 2000번대의 선두차에는 축전지와 변압기(ARf)가 탑재되어 있지 않았기 때문에 폐차가 된 모하 208형에서 유용되었다.
또한 2000번대의 선두차에는 축전지와 변압기(ARf)가 탑재되어 있지 않았기 때문에 폐차된 모하 208형에서 유용되었다.
그 외의 기기 업그레이드에는 VVVF 인버터를 제어 소자로 GTO 사이리스터를 이용하던 것에서 IGBT를 이용하는 것으로 교환하는 등의 주요 기기 업그레이드 외에 강화형 스커트로의 교환, 선두 차량의 좌석을 세미 크로스시트로 개조, 행선 표시기의 LED화나 '출입문 3/4 개폐스위치'의 설치, 2호차로 조성되는 모하 208형의 화장실 설치도 실시되고 있다. 한층 더 화장실 설치에 수반하여 마루 밑에는 오물처리 장치도 탑재되어 비상 통보 장치도 E231계와 같은 것으로 교환할 수 있었다. 이러한 기기 업그레이드 때문에 특히 화장실이 장착된 모하 208형의 중량은 개조 전의 29.9t에서 개조 이후 31.5t으로 증가했다.
2021년 8월 기준으로, 6량 편성 C605, C609, C611, C613, C614, C616, C618, C620, C626편성이 운행이탈하였다.
C609편성은 현재 이즈 급행선으로 양도되었다.
|          |           | ←아와카모가와조시·지바→ |            |          |            |          |          |
| 6량 편성 | 호차      | 6                       | 5          | 4        | 3          | 2        | 1        |
| 6량 편성 | 형식      | 쿠하 209                | ◇ 모하 209 | 모하 208 | ◇ 모하 209 | 모하 208 | 쿠하 208 |
| 6량 편성 | 탑재 기기 |                         | VVVF       | SIV,CP   | VVVF       | SIV,CP   |          |
| 4량 편성 | 호차      | 4                       | 3          | 2        | 1          |          |          |
| 4량 편성 | 형식      | 쿠하 209                | ◇ 모하 209 | 모하 208 | 쿠하 208   |          |          |
| 4량 편성 | 탑재 기기 |                         | VVVF       | SIV,CP   |            |          |          |

2009년 10월 1일(도가네선은 2010년 3월 13일 다이어 개정 이후)부터 영업 운행을 개시했다. 영업 운행 개시 후 당분간은 도중에 증결이나 분할을 실시하지 않는 운용으로 충당했다. 2010년 12월 4일의 다이어 개정에서는 소부본선·나리타선 등에서도 4량 편성 단독으로의 운용을 개시하였다. 추후 2011년도 말까지 4량 42편성과 6량 26편성의 합계 324량을 배치할 예정이다.
또한 본 번대는 선두차의 세미 크로스시트화나 중간차의 화장실 설치 등 개조 규모가 크기 때문에 1편성당 개조 공사기간은 4량 편성에 약 2개월, 6량 편성에 약 2개월 반을 필요로 한다. 이 때문에 차량의 고안 정도와 비교하여 개조 속도가 따라 잡지 못하기 때문에 개조 대기 편성의 보관 장소로 나가노·고리야마·아키타의 각 종합차량센터, 센다이·아오모리의 각 차량센터, 다카하기 역, 나오에쓰 역을 중심으로 JR 동일본 구역 전역에 걸쳐 소개 유치시키고 있지만 아오모리 차량센터 등 사용이 정지된 선로를 점검 후 부활시킨 곳도 있다. 또한 보관 장소는 회송 손실을 줄이기 위해 개조 장소로 되도록 가까운 곳에 보관하고 있다. 2010년 4월 1일 기준으로 4량 14편성, 6량 7편성이 투입되고 있다.

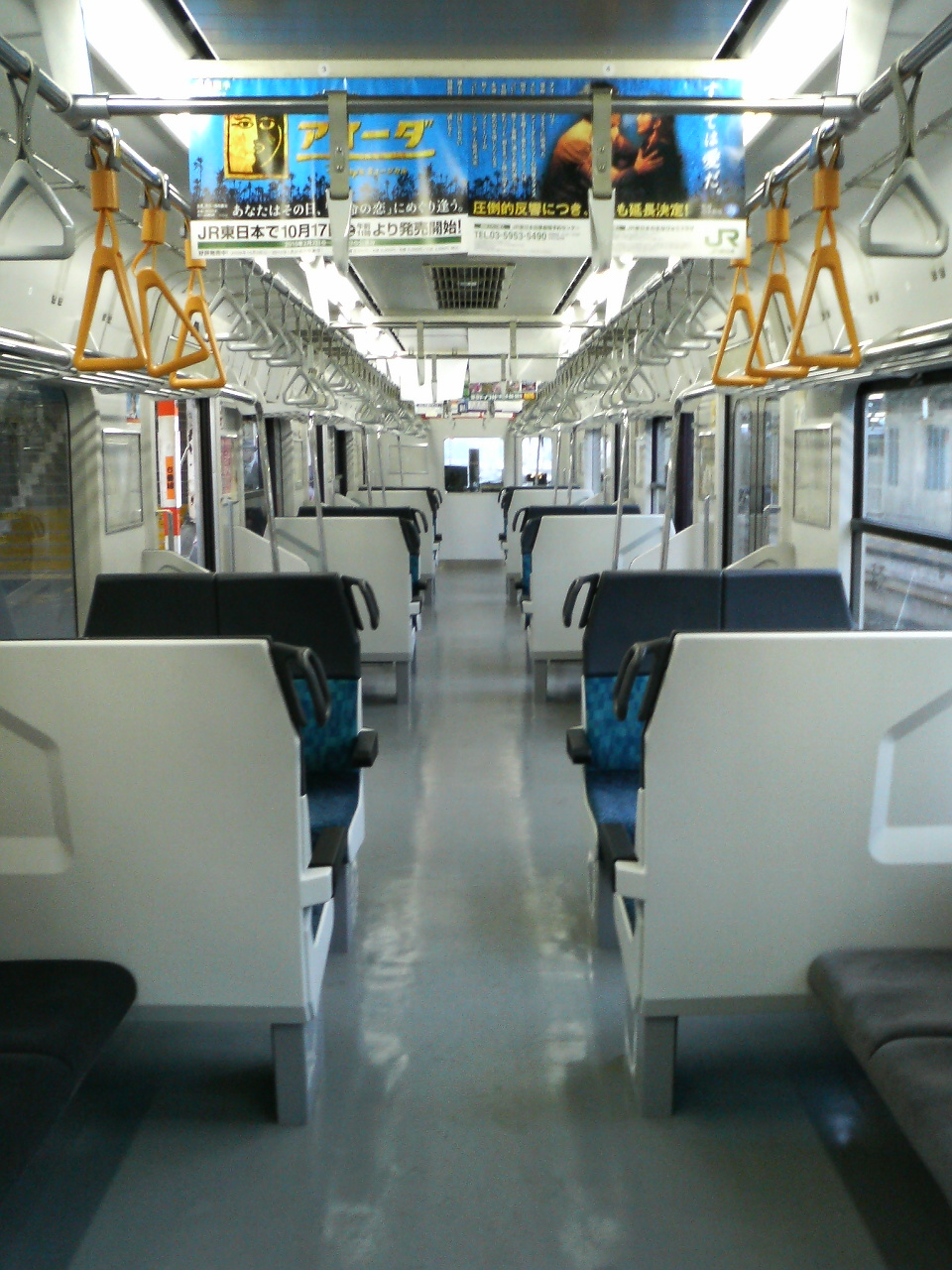
선두 차량의 내부
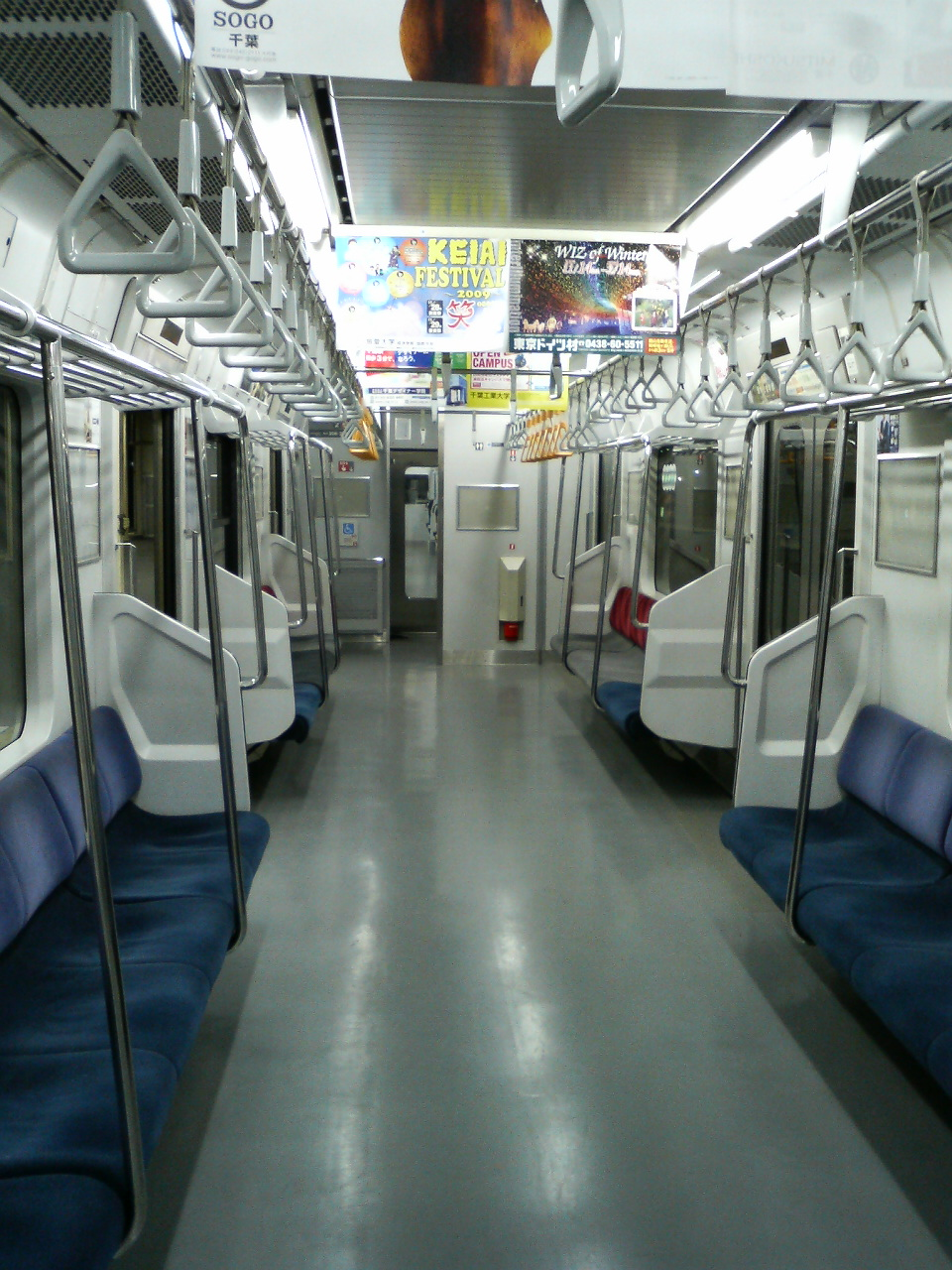
중간 차량(화장실 탑재차)의 내부
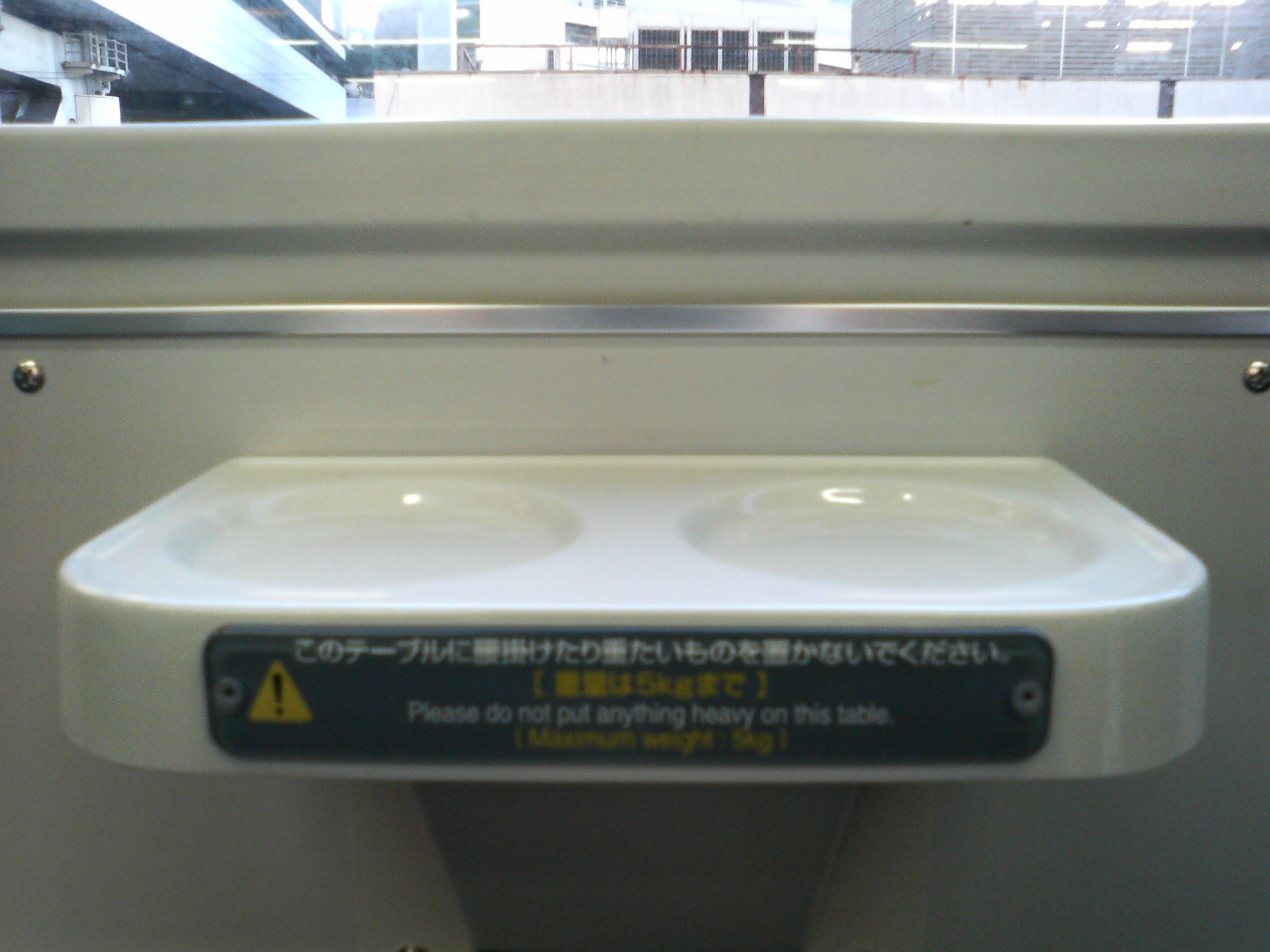
선두 차량 박스석에 설치된 미니 테이블
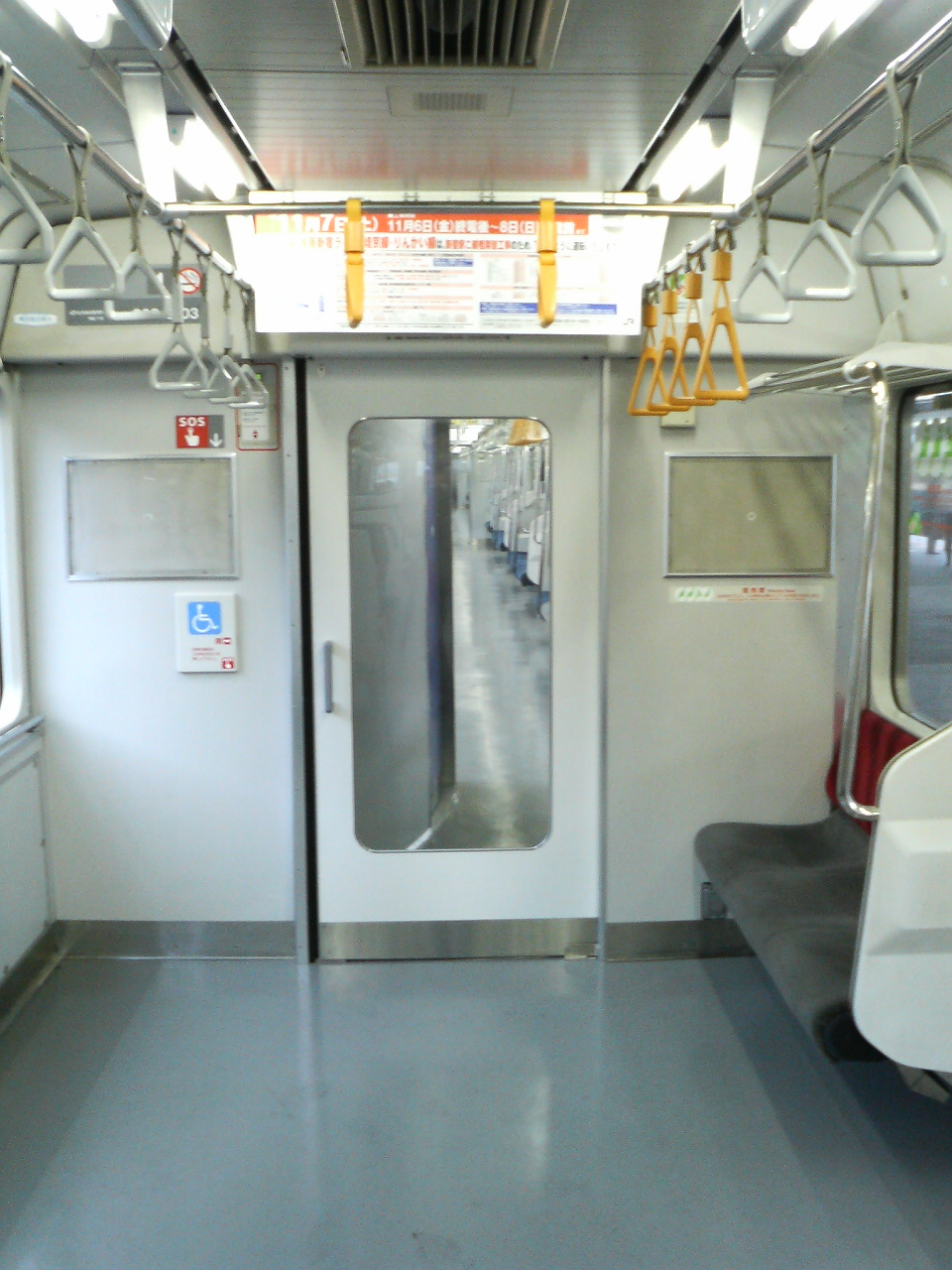
신설된 선두 차량의 관통문
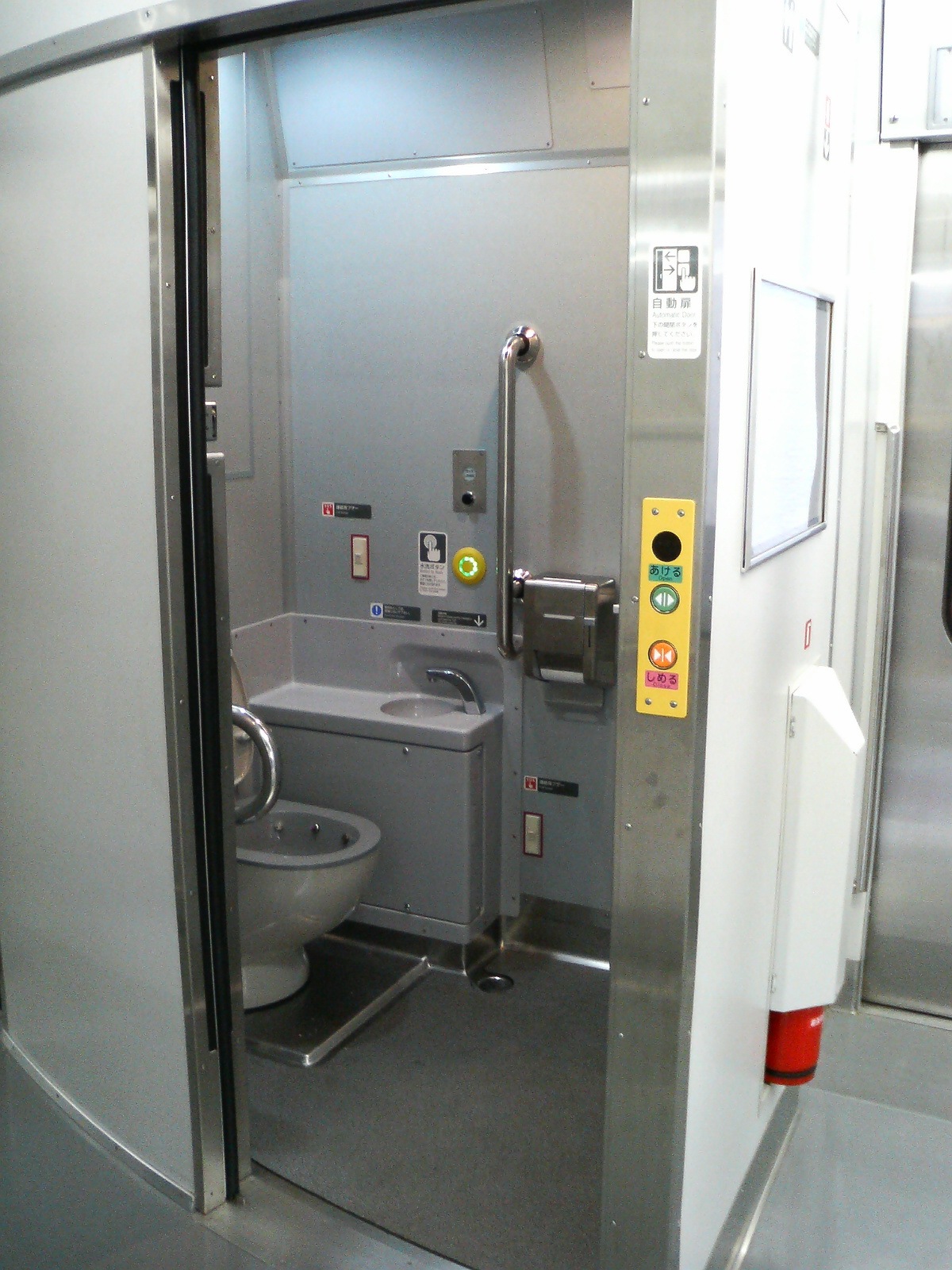
증설된 베리어 프리 대응 화장실
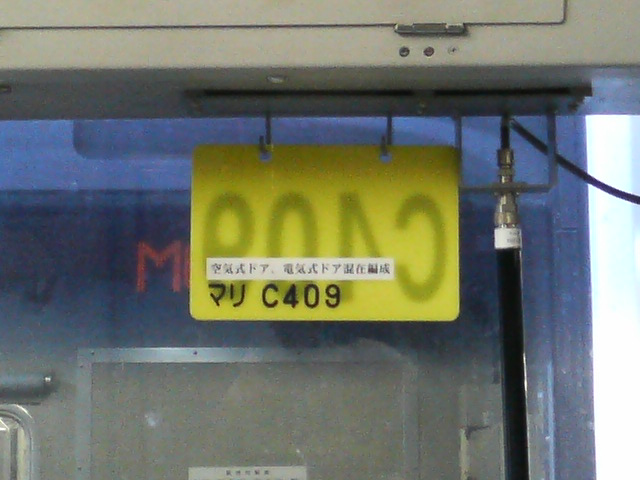
마리 C409편성(전기식 도어, 공기식 도어 혼재 편성)의 편성지

### 2200번대
- 난부선
  - 운용구간: 가와사키 - 다치카와

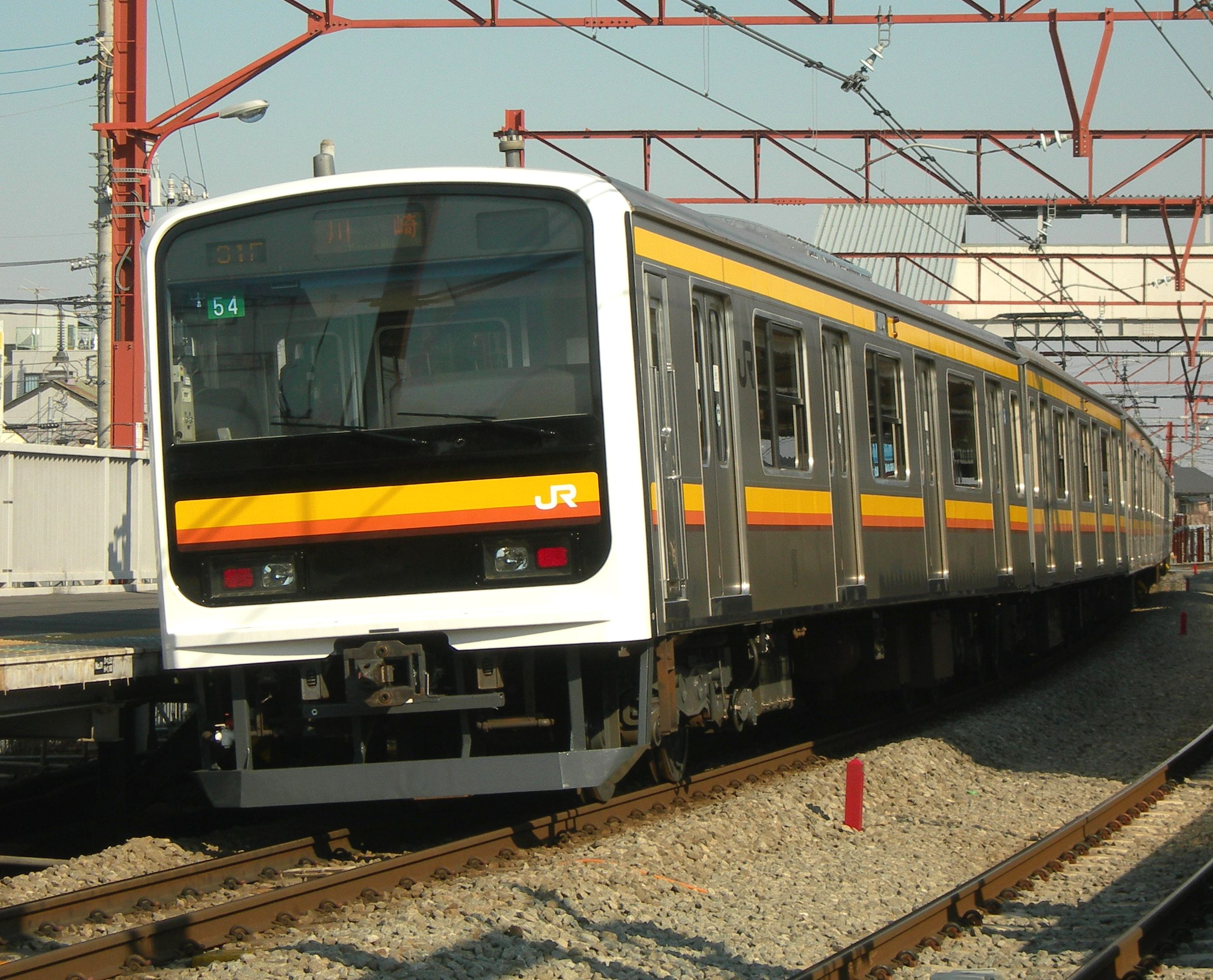
2200번대(나하 54편성・2010년 2월 20일 미나미다마 역)

  - 차체띠의 배색: ■황색 ■오렌지색■포도색
  - 재적차량수: 나카하라 전차구 6량 3편성(18량)

난부선용의 차량으로, 0번대를 개조한 것이다. 띠 색은 난부선용 0번대에 준한 황색, 오렌지색, 포도색(■■■) 3색이다.
2000번대·2100번대와 같이 기기가 업그레이드되고 행선 표시기의 LED화가 시공되어 2009년 6월 12일부터 영업 운행을 개시했다.
|           | ←가와사키다치카와→ |                  |                |                  |                |                |
| 호차      | 1                  | 2                | 3              | 4                | 5              | 6              |
| 형식      | 쿠하 209 -2200     | ◇ 모하 209 -2200 | 모하 208 -2200 | ◇ 모하 209 -2200 | 모하 208 -2200 | 쿠하 208 -2200 |
| 주요 기기 |                    | VVVF             | SIV,CP         | VVVF             | SIV,CP         |                |

6량 3편성 18량이 배치되어 있다. 이 중 2편성은 1993년에 새로 제작된 배치된 공기식 도어 엔진을 장비한 209계 나하 1편성(2009년 9월에 폐차)과 센세키선 103계 RT-235편성의 교체용으로 고려된 205계 1200번대 1편성의 대체로 각각 도입되었다. 1편성은 2010년 3월 13일의 다이어 개정으로 요코스카선 무사시코스기역 개업에 수반한 난부선의 열차 증발용으로서 배치되었다. 2000번대·2100번대와 달리 스커트는 0번대 시대의 것과 같다.

## 측면 창 개폐화 개조
시작차와 0·3000·3100의 각 번대에서는 측면창이 각 차량 끝부분의 2매(선두차)가 없고 4매(중간차) 밖에 열리지 않는 구조였다. 이것을 보충하기 위해 관통로의 상부에 환기구가 있어 이상시 등 지시가 있었을 경우 커버의 나사를 느슨하게 하면 열 수 있게 되어 있다. 그러나 2005년에 게이힌 도호쿠선 오모리 - 가마타 간에서 열차(우라 3편성)가 장시간에 걸쳐 꼼짝하지 못했을 때 환기 성능의 불량으로 다수의 승객이 컨디션 불량을 호소했으며 정전으로 인한 장시간 정차시의 문제점이 부상했다. 이 때문에 같은 해 말부터 출입문 사이의 대형 측면 창을 개폐 가능하게 하는 개조 공사가 긴급성이 높은 게이힌 도호쿠선·네기시선용 0번대부터 시모주조 운전구에서 실시되었고, 다른 노선의 차량에 대해서는 각 차량 기지에서 각각 개조 작업이 시공되었다. 다만 시작차(900/910/920번대)는 대상에서 제외되었다.
이 개조에서는 개조 공사의 간략화를 도모하기 위해 E231계와 같은 1매 하강식이 아닌 대형 측면창을 세로 방향으로 약 2:1의 비율로 양분하여 큰 부분에 상단 하강, 하단 고정의 2단 창을 이용해 개폐가 가능하게 하였으며, 개조 대상은 각 차량 6매의 대형 측면창 중 4매로 한정했다.
편성 수가 많은 것부터 각 편성의 4·5·7호차 창 개조가 우선적으로 실시되어 그것을 완료한 다음에는 차례차례 다른 호차의 창 개조를 실시했다. 다만 6호차의 6도어차는 공사 대상에서 제외되었다. 또한 난부선용 0번대와 하치코·가와고에선용 3000·3100번대, 및 0번대와 같은 차체·창 구조의 조반 선용 E501계에 대해서도 전 차량에 시공되었다. 주오·소부 완행선용 500번대와 E231계 900번대(209계 500번대와 같은 창 구조가 되었다), 조반 완행·지요다 선용 1000번대는, E217계 후기차와 같이 선두차 차체 중앙의 창만 시공되었다. 2005년 말의 우라 38편성(2량의 한쪽 측면만)에서 공사가 시작되어 2007년 4월까지 완료했다.

## 홈 검지 장치의 설치
영업 운전중 홈이 없는 장소에서 출입문이 열리는 사고를 방지하기 위해 우라와 전차구 소속의 전 83편성을 대상으로 홈의 유무를 초음파 센서로 검지하는 홈 검지 장치를 탑재하는 공사를 했다. 이 장치에 의해 차장 스위치 측에 홈이 없는 경우나 오버런으로 열차가 홈에서 빗나갔을 경우 모든 출입문이 열리지 않게 되었다. 단지 종래대로 비상 코크로는 개방 조작이 가능하므로 긴급시에 이 장치가 방해가 될 일은 없다. 당초에는 시작차 3편성도 대상으로 되어 있었지만, E233계 1000번대로의 교체가 발표되고 그에 따라 시작차가 폐차되어 시작차는 대상에서 제외되었으며 후에 미타카 차량센터에서 전입한 500번대 3편성은 시작차를 대신하여 대상으로 포함되었다.
설치된 곳은 양 선두차의 전단 양측으로 높이는 홈에 맞춰져 있다. 외부에 부착되었기 때문에 센서와 신호선 커버가 눈에 띈다. 운전실 내에는 차장 스위치 위에 홈 검출을 알리는 장치가 장착되었다. 앞뒤 어느 쪽의 센서에서도 홈이 없는 것을 검지했을 경우 개방 조작을 실시해도 문이 열리지 않으며 경보가 울리는 식으로 되어 있다. 전 차량을 우라와 전차구에서 시공하여 2007년 3월까지 완료하였다.
덧붙여 후에 등장하는 E233계 1000번대, 5000번대에서도 이 장치를 장착하고 있다(같은 계열의 0번대, 2000번대, 3000번대에는 장착되어 있지 않다).

## 훈련기계

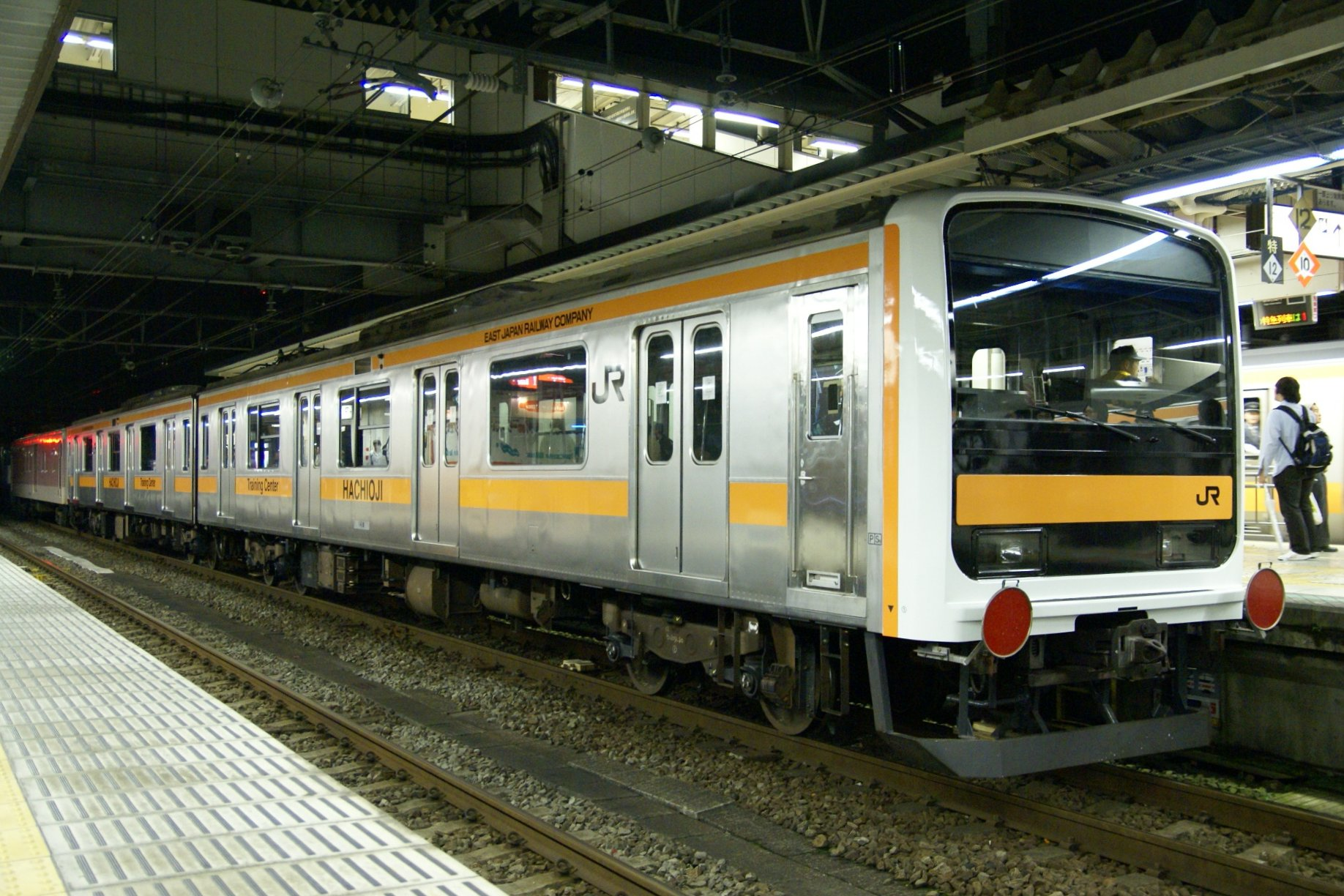
하치오지 지사의 209계 훈련차
(2008년 10월 6일 하치오지역)

0번대 중 일부 전동차의 MM'유닛을 폐차 후에 쿠하 208형·쿠하 209형과 같은 운전대를 신설(폐차의 운전대는 재사용되지 않고 완전한 새로 만들었다)하여 훈련차로 개조한 것으로 수도권의 훈련 센터에 남은 103·105계 베이스의 훈련기계를 교체하기 위해 2량 3편성이 투입되었다. 쿠모하 209·모하 208-76은 오미야 종합 훈련 센터로, 쿠모하 209·모하 208-39(오후나 공장제)가 요코스카 선 구리하마역 구내의 요코하마 지사 종합 훈련센터로, 쿠모하 209·모하 208-40이 무사시노선 신아키쓰역 구내의 하치오지 지사 훈련센터로 각각 배치되었다. 모두 기계 취급으로 차적은 없다.

## MUE-Train

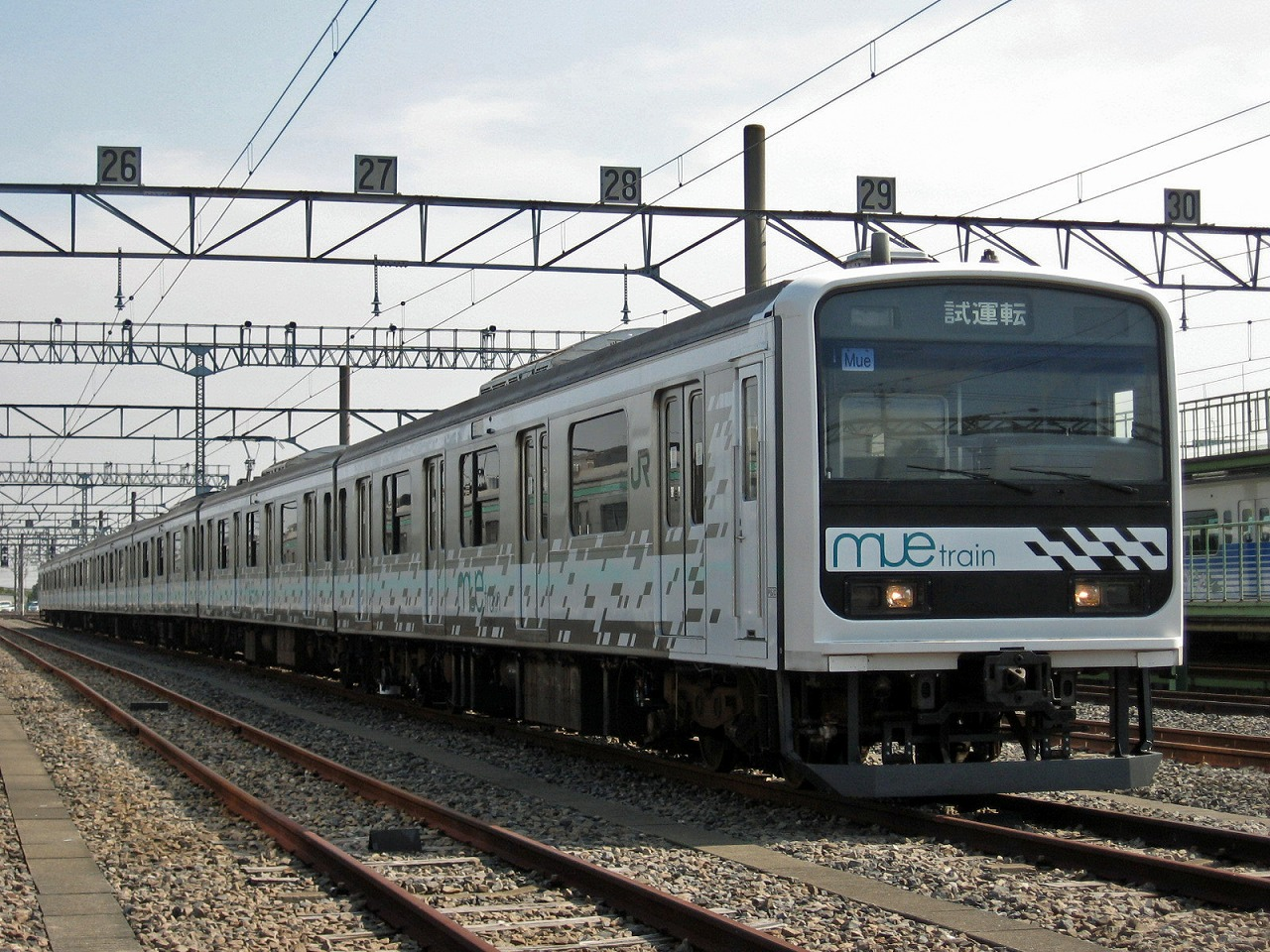
MUE-Train
(2008년 10월 18일 가와고에 차량센터)

재래선용 시험 전동차 'MUE-Train'(뮤트레인)은 재래선 차량의 기술 혁신을 위해 제작된 시험 전동차로 2008년 10월 원래 우라 2편성에서 7량이 개조되었다. 가와고에 차량센터로 배치되어 10월부터 도호쿠 본선(우쓰노미야선)·다카사키선 등에서 각종 시험을 개시했다.
형식만 '하' → '야'로 변경되고 있지만, 차량 번호는 모두 종래차인 그대로이다. 사이쿄선이나 가와고에선의 차량과 같은 방향으로 혼동할 수 있기 때문에 우쓰노미야선·다카사키선 등에서의 시험 시에는 다른 편성의 방향과 반대로 우에노 방면 선두차가 7호차가 되어 운행되고 있다. MUE-Train에 고속 데이터 통신 'WiMAX'용으로 사용하는 안테나의 형상이나 설치 위치가 실시되어 '나리타 익스프레스'용 E259계에 반영되고 있다. 또한 2010년 7월 1일부터 영업 운행을 개시한 E233계 5000번대에도 적용되었다.

## 그 밖의 내용
- 철도 박물관에 0번대의 게이힌 도호쿠선·네기시선 사양차의 실물 모형이 있으며, 운전 시뮬레이터로 사용되고 있는 한편 0번대를 본뜬 미니 운전 열차도 존재한다.
- 간소화된 내부·외장에 더하여 등장 당시 '13년 후에 폐차를 검토한다'가 '10년 정도 쓰고 폐차한다' 또는 '점검 불요의 일회용 전동차' 등으로 보도된 것으로 인해 철도 팬에도 그것이 정착하여 독자적인 속칭을 붙일 수 있었다(철도 차량·선박의 속칭을 참조).
- 후쿠시마 현 시라카와 시에 있는 JR 동일본 종합 연수센터에는 본 계열을 기초로 한 연수용 기계 'E991계'가 있다.
- 우선석 부근의 손잡이는 우라와 전차구 배치의 0번대를 제외하고 2008년 3월까지 오렌지색의 E233계와 동일한 것으로 교체되었다.

## 동향

### 지금까지의 움직임
- 게이힌 도호쿠선·네기시선용의 0·900번대는 차량 고장이 다량 발생하면서 탑재되고 있는 전 기계 기기 생산의 축소·종료가 잇따른 것으로 인해 보수가 어려워졌기 때문에 주행 기기의 업그레이드를 실시하지 않고 2007년 12월부터 2010년 1월까지 E233계 1000번대로 교체되었다(이미 서술함).
- 900번대·910번대·920번대는 0번대보다 먼저 운용에서 이탈하여 일단 히가시오미야 정차장에 소개 회송되어 그 후 나가노 종합 차량센터로 폐차 회송되었다. 그리고 0번대에서 최초로 폐차 회송된 것은 2007년 12월 14일에 나가노 종합 차량센터에 회송된 우라 37편성이었다.
- 게이힌 도호쿠선·네기시선에서 운용되고 있던 0번대의 전용에 맞춰 지바 지사에서 운용되는 113계 외에 하치오지 지사와 다카사키 지사에서 운용되는 115계의 가안도 있었지만 115계는 3량 단위의 운용이며 중간차의 선두차 개조가 필요하게 되어 선두차개조 필요가 없는 지바 지사의 113계 교체로 결정되었다[35].
- 이러한 전용 공사에 즈음하여 차량 회송 등의 견인 전기 기관차가 부족하기 때문에, JR 동일본 소유의 EF81형 6량과 EF64형 1000번대 3량에 대해, 209계의 밀착 연결기에도 대응하는 쌍두 자동 연결기로의 변경과 브레이크 시스템 독체 장치 설치 등의 개조가 양형식의 합계 9량에 시공되었다[36].

### 향후의 예정
0번대에서도 중기 이후에 제조된 편성을 중심으로 많은 차량(주로 전동차, 제어차)이 도쿄 종합차량센터, 오미야 종합차량센터, 아키타 종합차량센터 등 JR 동일본 관내 합계 5개소의 차량 센터에서 2000,2100,2200번대로의 전용 개조를 받고 있다. 또한 도쿄 종합차량센터·오미야 종합차량센터·나가노 종합차량센터는 6량 편성의 개조도 담당하고 있다.
한편으로 난부선용 0번대의 나하 32편성과 500·1000·3000·3100번대는 전자기기의 갱신을 실시하여 계속 운용을 계속할 예정이다. 또한 주오·소부 완행선용의 500번대는 자동 방송 장치가 설치되어 있다.
앞에서 서술한대로 게이요 차량센터 배치의 500번대 편성은 게이요선의 E233계 도입에 수반하여 무사시노선에 전용될 예정이다.

## 같이 보기
- 동일본 여객철도 E231계 전동차
- 도쿄 임해 고속철도 70-000형 전동차